# Ліберті-Сіті

Ліберті-Сіті в GTA IV.
Зліва направо: Олдерні, Острів Щастя, Алгонквін та Брокер

Ліберті-Сіті (англ. Liberty City, укр. Місто свободи) — вигадане місто в серії відеоігор Grand Theft Auto, прототипом якого є Нью-Йорк (США). Один з трьох мегаполісів, у яких відбуваються події першої гри серії, Grand Theft Auto. Ліберті-Сіті є основним місцем дії в Grand Theft Auto III, GTA: Advance, GTA: Liberty City Stories і GTA: Chinatown Wars, а також присутнє в одній із місій і в ролику The Introduction в Grand Theft Auto: San Andreas. Ліберті-Сіті також є місцем дії GTA IV та двох додаткових епізодів до неї — GTA: The Lost and Damned і GTA: The Ballad of Gay Tony. Згідно з даними карт із комплекту Grand Theft Auto: Liberty City Stories, місто було засноване в 1798 році.
В реальності дійсно існує Ліберті-Сіті (Ciudad Libertad) — один із округів Маямі.

## Відмінності

### Grand Theft Auto
У грі Ліберті Сіті набагато більше нагадує Нью-Йорк. Центральний острів нагадує Манхеттен і кілька дрібних островів уздовж річки міста. Сусідні острови нагадують інші місця в штаті Нью-Джерсі. Як і Нью-Йорк, Ліберті Сіті дуже урбанізоване місто з величезною кількістю будинків та мінімальною кількістю парків та зелені. Також Ліберті Сіті має метро, яке більше проходить центральним островом. Тут розташовані численні казино, готелі, а також невеликі житлові будинки та хмарочоси. 
Через рік острів стає більшим; деякі будинки, казино та готелі знесуть і побудують нові. Можливо, необхідність у нових будівлях викликана тим, що гравець обстрілював будинки, викликаючи пожежі.
Людей в Ліберті-сіті мало, священиків «Харе Крішна» зустріти тут досить складно. Проте в місті багато машин та особливо мотоциклів. Також є метро, яке може провезти героя по різним станціям. Одна з них нагадує маленьку частину Прибережної долини — парк або будинки. А будівля казино нагадує казино Кендзі з острову Стантон.

### Grand Theft Auto III
Ліберті-Сіті в основному нагадує Нью-Йорк, але включає елементи інших американських міст, таких як Лос-Анджелес, Чикаго, Детройт. 2001 року на території Ліберті-Сіті проживало близько 4 мільйонів осіб. Згідно з даними з офіційного сайту, містом-побратимом Ліберті-Сіті є Бейрут, що, швидше за все, є жартом розробників, які проводять паралель між Ліберті-Сіті з високим рівнем злочинності і Бейрутом, що часто піддаються бомбардуванням і хаосом, що твориться на вулицях. Ліберті-Сіті має прізвисько «Найжахливіше місто Америки», чому причиною також є високий рівень злочинності. Ліберті-Сіті складається з трьох боро, які включають 25 різних кварталів та невеликих районів, а також міські околиці. У Grand Theft Auto III також існує прихована за пагорбами Шорсайд-Вейл зона, звана "Місто-примара", потрапити в яку можна тільки за допомогою Dodo.
Ліберті Сіті знаходиться на Східному узбережжі США в штаті Ліберті, на тисячі кілометрів на північ від Вайс-Сіті і на схід від штату Сан-Андреас, і недалеко від Карцер-Сіті, який пов'язаний з «Пригородом» тунелями в Сідар-Гроув та у Гребель Кокрейн, як це показано у Grand Theft Auto: Liberty City Stories.
Місто в основному лежить на рівнинній місцевості, великі височини є тільки в Портленді та Шорсайд-Вейлі. Однак у GTA Advance у місті взагалі немає пагорбів, що пов'язано з обмеженими можливостями консолі. Портленд та Стонтон-Айленд повністю оточені океаном. Шорсайд-Вейл поділяється на дві частини рікою, що протікає від греблі до Садів Вічіта.
Під час дії Grand Theft Auto: San Andreas, в 1992 році, в Ліберті-Сіті була зима зі снігом. Під час дії Grand Theft Auto: Liberty City Stories, в 1998 році, в Ліберті-Сіті була осінь з дощовими та хмарними днями. Під час дії Grand Theft Auto III, в 2001 році, була пізня осінь з низькими температурами повітря і частими дощами і туманами. Термометр у Бедфорд-Пойнт показує поточну температуру міста, досить низьку (від 10 до 20 градусів).

### Grand Theft Auto: Advance
Ліберті-Сіті також є місцем дій у грі GTA: Advance, випущеної для Game Boy Advance, де події відбуваються за рік до того, як Клод почне свою подорож кримінальними стежками Grand Theft Auto III. Місто практично таке ж як і в Grand Theft Auto III, тільки вулиці прямокутні.

### Grand Theft Auto: Liberty City Stories
Ліберті-Сіті в Grand Theft Auto: Liberty City Stories відрізняється від міста в Grand Theft Auto III.
Розробниками було додано декілька нових локацій і перероблено багато районів міста.
- Найбільшою відмінністю є поромна станція у Харвуді, Портленді та Рокфорді, Стонтон у 1998 році. До 2000 року термінали були знесені невдовзі після розформування поромного повідомлення, на місці терміналу в Стонтоні розташовується склад Філа Кессіді, а портлендський термінал був знесений задля виходу Портленда в тунель.
- У 2001 році тунель Портер проходить під усім містом, у той час як у 1998 році територія тунелю проходить тільки під північним та південним Шорсайд-Вейлом, ділянка тунелю «Стонтон-Шорсайд» знаходиться в стадії будівництва і паралельно веде до старої лінії метро, тільки в Рокфорді існує велика забудова тунелю, а будівництво тунелю в Портленді ще не почалося.
- 1998 року міст Каллахан будується і не завершено. Він має бути завершений у травні того ж року.
- Форт-Стонтон в 1998 році - це розкішний район Маленької Італії, в якому присутні оперний театр і музей, але він був зруйнований Тоні Сіпріані за завданням Дональда Лава. У 2001 на його місці розташовується будівельний майданчик, у зв'язку з великомасштабною реконструкцією району та будівництвом Staunton Plaza.
- Кладовище більше 1998 року і розташоване праворуч від собору. У 2001 році тут знаходиться оперний театр, а цвинтар тепер розташований на невеликій смузі землі ліворуч від собору.
- У 1998 році магазин пончиків Rusty Brown's перетворився на кафе Greasy Joe у 2001 році.
- Рибний завод у Каллахан-Пойнт є наркофабрикою Сальваторе Леоне, і був підірваний Тріадами у 1998 році. До 2001 року він стає рибним заводом під контролем Тріади і страждає на подібну долю.
- Великий будинок у Хепберн-Хайтс у 1998 році ще будується.
- Doll's House, який знищив Тоні у 1998 році, відсутній у 2001 році і замінений аналогічною будівлею, розташованою трохи далі на південь.
- 2001 року будинок Тоні в Портленді зруйнований.
- Інтернет-кафе «TW@» 1998 року все ще будується, а в центрі конструкції розташований трамплін.
- У 1998 році казино Кенджі поки що належить сім'ї Сіндакко і називається The Big Shot Casino. Тільки після смерті Полі Сіндакко у місії «Dead Reckoning» казино відходить Якудзе.
- У 1998 році "Sex Club Seven" належить сім'ї Сіндакко до місії "The Guns of Leone".
- «Колізей» в Аспатрії ще перебуває на стадії будівництва.

Населення міста становить 12 мільйонів чоловік, які живуть на трьох островах і чотирьох районах. Ще не введена загальноміська заборона на мотоцикли, яка діяла в GTA III, і пояснювальна відсутність в місті цього виду транспорту. Ця заборона була пролонгована фондом «American Road Safety for Everyone», який фінансувала автомобільна корпорація «Майбацу», раніше таким же чином успішно «заборонивша велосипеди».
Поліцейські автомобілі в цілому повторяють кольорову схему реального Департаменту Поліції Нью-Йорку (New York Police Department, NYPD), хоча і з заміною синьо-білої гами на чорно-білу.

### Grand Theft Auto IV
Ліберті-Сіті — місце дії в Grand Theft Auto IV. В цій грі місто більше підходить на прототип Нью-Йорку, і копіює не тільки загальне архітектурне оформлення міста, але і більшість його пам'яток, серед яких Бруклінський міст (Брокерський міст), Крайслер Білдінг, Статуя Свободи (Статуя Щастя) та Емпайр-Стейт-Білдінг (Роттердамська вежа), Флетайрон білдінг та багато інших. В GTA IV Ліберті-Сіті поділений на п'ять районів: Брокер (прототип — Бруклін), Алгонквін (Манхеттен), Дюкс (Квінз), Бохан (Бронкс) і Олдерні (частина штату Нью-Джерсі).
Історія Ліберті-Сіті схожа історію Нью-Йорка. Заснований у 1609 році. Спочатку на підставі називався Новим Роттердамом, оскільки Нью-Йорк називався Новим Амстердамом. 1625 був перейменований в Ліберті-Сіті. 1783 року відвойований американськими борцями за незалежність. Нині Ліберті-Сіті — фінансовий центр США і найбільш злочинне місто в Америці.
Ліберті-Сіті ділиться на 65 різних районів, які об'єднані в чотири боро. На відміну від Ліберті-Сіті із всесвіту 3D, який був частково розташований на материку, це місто розташоване повністю на островах. Місто є найбільшим населенням з усіх міст у всій серії ігор. Розташований на східному узбережжі вздовж Атлантичного океану. Місто межує по сусідству зі штатом Олдерні, що є пародією на Нью-Джерсі. По ландшафту в основному низовинний, проте в Брокер іноді можна помітити деякі височини. Клімат помірно-континентальний. Літо досить тепле, а зима холодна. Швидше за все, пора року в самій грі — осінь.
Порівняно зі старим Ліберті-Сіті, новий прийняв більш високий статус - фінансову столицю північно-східної Америки. Більшість акцій, банків та фірм розташувалися саме тут. Місто дуже корумповане, начальники ЦУР та LCPD, навіть начальник найбільшої адвокатської контори в Ліберті-Сіті не грішить зруйнувати чиєсь життя і засадити абсолютно будь-яку людину в місті у в'язницю заради зайвих грошей. Благо, чесних людей у місті теж вистачає, наприклад подружка Ніко - Кікі Дженкінс, однак і у неї проблем вистачає, наприклад - надмірна ревнивість та істерики з дрібниць. Туристів теж дуже багато, переважно їх приваблюють хмарочоси Алгонквіна, Чайнатаун та Статуя Щастя. Хмарочосів тут не порахувати, проте найбільшим із них є Роттердам-тауер. Екологія в місті гнітюча, особливо в промзонах Брокера і Дюкса, де завжди ширяє зміг і дим. Тут також є покинуті будинки: завод "Sprunk", ресторан Cluckin' Bell та Burger Shot. Сама інфраструктура міста неоднозначна: з одного боку багаті та модні райони Алгонквіна, з іншого ж – гетто та брудні вулиці Бохана.
На момент дій населення Ліберті-Сіті досягає 15 млн чол., мером є демократ Хуліо Очоа, а його заступник республіканець Брюс Докінс; крім того, має місце виборча кампанія на пост губернатора штату. Основними кандидатами є Джон Хантер і Майкл Грейвс, хоча не згадується, до яких партій вони належать, і хто з них є (якщо хтось є) діючим губернатором.
На початку сюжету міські мости закриті через терористичну загрозу, потім вони відкриваються.
Замість реальної Статуї Свободи вигаданий Ліберті-Сіті має Статую Щастя, розташовану, відповідно, на Острові Щастя, який лежить на південь від Алконгвіна (який в реальному світі відповідає Манхеттену). Пам'ятник був подарований Сполученим Штатам Францією в 1886 році, щоб відзначити «100 років свободи від британської їжі та британської орфографії».
Замість смолоскипа статуя тримає в руці чашку кави, і має напис:

Пошліть нам найкращих, найталановитіших, найрозумніших
Щоб вони вдихнули свободи і схилились перед нашою владою
Дивіться, як ми змушуємо їх витирати зади нашим багачам
Говорячи при цьому, що вони в країні можливостей
Липень IV
MDCCLXXVI

### Grand Theft Auto: Chinatown Wars
У порівнянні з Grand Theft Auto IV, місто залишилося таким же, але відсутній Олдерні. Основні ігрові дії відбуваються у Чайнатауні.

## Сюжет

### Grand Theft Auto: Liberty City Stories
У 1998 році до подій Grand Theft Auto III — три роки. Тоні повертається в Ліберті-Сіті після кількох років «тихого» життя, пов'язаного з убивством члена іншої Сім'ї. Вдячний Дон Леоне дає йому роботу, але за час відсутності Тоні, багато членів Сім'ї Леоне піднялися по «службі», а колишнє місце Тоні зайняв Вінченцо «Щасливчик» Чіллі. Поступово Тоні виходить з-під впливу Вінченцо і займає його місце.

### Grand Theft Auto III
В жовтні 2001 року трійця партнерів спільно грабує банк в Ліберті-Сіті. Проте під час втечі головного героя зраджує його подружка Каталіна, підстреливши його, залишає помирати. Проте безіменний злочинець (Клод) виживає, його заарештовують і засуджують до 10 років в'язниці.
Однак при транспортуванні ув'язнених через міст, серед яких був головний герой, на поліцейський кортеж був скоєний напад, який дозволив герою здійснити втечу.
Відсидівшись в сховищі разом з сусідом по камері Ейт-Боллом (англ. 8-Ball, він примикає до італійської мафіозної сім'ї Леоне. Спочатку виконуючи завдання посильного, головний герой швидко просувається і стає значущою фігурою в сім'ї. Під час виконання одного із завдань він знайомиться з дружиною хрещеного батька сім'ї, Марією. Вона закохується в нього і під час однієї зі сварок з чоловіком каже, що переспала з Клодом. Хрещений батько, Сальваторе Леоне, вирішує усунути головного героя, але той завдяки Марії тікає під заступництво якудзи — японської мафії. Після цього головний герой починає працювати на якудзу.
Він виконує доручення Асуки, подруги Марії, яка очолює якудзу разом з братом. Також протягом цього часу він надає допомогу корумпованому поліцейському інспектору Рею Мачовскі, якому зрештою допомагає втекти з міста, і впливовому бізнесмену Дональду Лаву. Але в момент його сутичок з колумбійським картелем він зустрічає Каталіну, яка пізніше вбиває Асуку і викрадає Марію, вимагаючи викуп. Головному героєві вдається врятувати Марію і збити вертоліт, на якому намагалася втекти Каталіна.
Після закінчення сюжетної частини гри можна проходити додаткові місії за таксиста, парамедика, поліцейського, пожежника, телефонні завдання тощо. По всьому Ліберті-Сіті розкидано 100 «секретних пакетів», збирання яких необхідне, щоб розблоковувати певну зброю.

### Grand Theft Auto Advance
Майк і Вінні зібрали досить грошей, щоб виїхати з Ліберті-Сіті, але перед від'їздом Вінні пропонує ще попрацювати на мафію. На одному з таких завдань Вінні разом з грошима сідає в машину з вибухівкою і гине. З допомогою друга Вінні — Ейт-Болла, Майк намагається знайти вбивцю. Однак, Ейт-Болл рекомендує знайти Джонні, людину з великими зв'язками у місті. Майка насторожує параноя Джонні, проте він продовжує на нього працювати до тих пір, поки не виявляє його мертвим. Майк слідує за вбивцею на острів Стаунтон, який приводить його до Короля Куртні.
Майк підозрює Куртні у вбивстві Вінні, але Король йому говорить, що він не вбивав Вінні, і вони погоджуються працювати разом. В одній з місій Король Куртні говорить Майку, що він знайшов вбивцю Вінні і каже, що це лідер колумбійського картелю Циска. Коли Майк намагається вбити Циску, він виявляє, що Циска не причетний до вбивства Вінні і виявляє, що Король Куртні його лише використовував, щоб встановити контроль над Ліберті-Сіті. Майк розриває зв'язки з Королем Куртні і починає працювати на Циска.
Майк працює спочатку на Циска, а потім на Асуку Касена, які перебувають у стані війни один з одним. Майк викрадає племінницю в одній з місій Циска, але скасовує викрадення за наказом Асуки. Працюючи на Асуку, Майк виявляє, що Вінні живий, вбив Джонні і привласнив гроші Майка собі. Майк в люті вбиває Вінні. Вінні перед смертю попереджає Майка, що він мета для банд.
Незабаром попередження Вінні стає реальністю і за Майком починають полювати Ярди, а потім картель, бажаючи отримати Майка раніше Ярди. Майк вирішує звести рахунки з королем Куртні і організовує напад на Куртні. Після вбивства людей Куртні Майк їде до літака Циска і тікає з міста.

### Grand Theft Auto IV
Головний герой - сербський емігрант Ніко Беллік, який приїхав сюди на запрошення кузена Романа. На місці ж з'ясовується, що Роман простий директор таксопарку, який до того ж вліз у серйозні розбірки місцевих угруповань.
Ніко знайомиться з оточенням Романа: подругою Меллорі, любителем трави Малим Джейкобом, схибленим на ідеальній, накачаній фігурі, Брюсі Кіббуцом. Поки Ніко допомагає своєму двоюрідному братові, підвозячи клієнтів для маленького таксопарку в Брокері, Меллорі представляє йому дівчину на ім'я Мішель. Нова знайома швидко входить у довіру до Белліка, і вони починають зустрічатися, причому на побаченнях вона постійно намагається з'ясувати, чим насправді займається Ніко. Тим часом, герой лютує, коли дізнається, що Влад пристає до Меллорі за спиною Романа. Не побоявшись російської мафії, Ніко переслідує Глєбова та вбиває у доках, скидаючи труп у річку. Роман відразу ж опановує параноя, і він має рацію: кузенів швидко знаходить російська мафія в особі Михайла Фаустина і Дмитра Раскалова. В силу свого характеру, Ніко знаходить спільну мову з викрадачами і починає ними працювати. Однак, через деякий час Дмитро просить убити Михайла, що збожеволів, що Ніко і робить.
Після цього, на зустрічі, організованій Дмитром, Ніко з'ясовує, що Раскалов працює на Рея Булгаріна, людину, яка була наймачем героя на батьківщині і звинуватила його в крадіжці грошей. Джейкоб, який дізнався про зустріч, допомагає Белліку вибратися живим, хоча Раскалову і Бyлгаріну вдається втекти, після чого вони підпалюють квартиру Романа та його таксопарк. Герої переїжджають до Бохана, де Меллорі знайомить Ніко з Елізабетою Торрес, місцевим наркодилером, і з Менні Ескуелою. Через Елізабет Беллік виходить на Патріка Макрірі. Провідавши Менні, протагоніст знайомиться з братом Патріка - Френсісом, єдиним поліцейським в ірландській родині Макрірі. Тим часом, Ніко допомагає Патріку на декількох угодах з купівлі наркотиків, чим заслуговує на близьку дружбу. Намагаючись вирішити сварку між Джейкобом та Елізабетою, Беллік доставляє партію наркотиків і стикається з Мішель, яка виявляється урядовцем з U.L.Paper.
Сюжет у грі вперше у серії пропонує дві різні кінцівки, які залежать від останнього вибору Ніко. Герой повинен вирішити, чи варто йому здійснити Помсту над Дмитром Раскаловим, у чому Ніко підтримує Кейт МакРірі, або слід укласти з Раскаловим Угоду, на що згоден Роман.
Якщо герой помститься, він зустрінеться з Дмитром на кораблі «Platypus». Після тривалої перестрілки Беллік уб'є Дмитра і вирушить на весілля Романа та Меллорі. Кейт рада, що Ніко зробив свій останній поганий вчинок і тепер може почати життя наново, і супроводжує його на весіллі. Після церемонії до церкви приїжджає Джиммі Пегоріно і розстрілює тих, що стоять, намагаючись вбити Ніко, проте вбиває він Кейт. Разом із Джейкобом та Романом герой переслідує Пегоріно до старого казино, після чого погоня продовжується вздовж берега і, нарешті, на гелікоптері. Ніко наздоганяє Пегоріно на Острові Щастя, де його вбиває. Разом з кузеном Беллік вирішує, що їм час по-справжньому розпочати нове життя.
Якщо герой погоджується на угоду з Дмитром, Ніко з Філом Беллом їдуть на зустріч. Хоча Раскалов не стримує свою частину договору, герої зрештою видобувають гроші за наркотики. Кейт люто, тому що Ніко її не послухав, і не йде на весілля Романа. Після урочистої церемонії, кілер, який мав убити Ніко, потрапляє до Романа. Зневірившись, Беллік разом із Джейкобом атакують Дмитра в старому казино, де ховаються і Раскалов, і Пегоріно, який виявився його прихильником. Дмитро вбиває Пегоріно і відлітає від Ніко на Острів Щастя. Герой женеться за ним та вбиває Раскалова. Після цього Ніко каже, що його душа очищена.

### Grand Theft Auto: Chinatown Wars
Після смерті батька Хуану потрібно виконати нескладне завдання: необхідно відвезти дядькові Кенні в Ліберті-Сіті старовинний меч, який належав покійному, щоб зміцнити становище їхньої родини на чолі тріад. Хуан Лі — розпещений багатий татковий синок, який очікував від цієї поїздки тільки розваг. Але з самого початку все пішло не так гладко, як йому хотілося б. Втративши реліквію та побувавши на волосок від смерті, Хуан Лі повинен буде пройти довгий шлях у пошуках честі, багатства і помсти, в найнебезпечнішому місті світу. Спочатку він виконує завдання свого дядька Ву Лі повернувши йому його честь серед Тріад. Пізніше він знайомиться з Чаном, сином головного боса тріад і працює на нього. Крім Чана Хуан знайомиться з Мелані Мілард — подружкою Чана, поліцейським Вейд Хестоном, Джоу Мінгом і з самим Хсін Джаомінгом. Виконуючи різні завдання він дізнається що вбивці його батька — Чан і Джоу. Хуан вбиває їх виконуючи обов'язок Тріад. Через деяких час йому приходить лист від Вейда. Там написано, що поліцейських підкупив якийсь щур і що Чан, і Джоу невинні. Вейд дізнається що скоро буде зустріч пацюка з ФБР і негайно їде туди з Хуаном. Доїхавши, він дізнається, що щур — це Ву Кенні Лі. Хуан, наче божевільний ганяється за ним. Кенні доїжджає до готелю Хсін. Туди приходить Хуан, потім він в люті вбиває зрадника і стає головним босом Тріад в Ліберті Сіті.

## Райони

### Всесвіт 2D
У Ліберті-Сіті 20 районів більше, ніж у кожному з інших міст у грі. Райони засновані на реальних районах і кварталах Нью-Йорка та Нью-Джерсі, а їхні назви є гру слів, каламбури з назв їх реальних прототипів:

#### Західний берег
- Іглвуд (Енглвуд)
- Хакенслеш (Хакенсак)
- Форт-Ло (Форт-Лі)
- Шелчберг (Гуттенберг)
- Гернсі-Сіті ("Джерсі-Сіті")
- Нью-Гернсі (Нью-Джерсі)

#### Центральний острів
- Ноу-Ло (Інвуд)
- Айленд-Хайт ("Вашингтон-Хайтс")
- Парк (Центральний парк)
- Айленд-Сіті (Нижній Манхеттен або Мідтаун Манхеттена)

#### Малі острови
- Ло-Айленд ("Уордс-Айленд і Ренделс-Айленд")
- Ніксон-Айленд (Рузвельт-Айленд)

#### Східний берег
- Есторія (Асторія)
- Кінгс (Куїнс)
- Ардлер (Арверн)
- Броклін (Бруклін)
- Теллберг (Уїльямсбург)
- Доки Брокліна (Військово-морський завод Нью-Йорка)

#### Північно-східний берег
- Брікс (Бронкс)
- Айленд-Вью (Південний Бронкс)

### Всесвіт 3D
Ліберті-Сіті складається з трьох боро і міські околиці. У Grand Theft Auto III також існує прихована за пагорбами зона:
Портленд також відомий як Портленд-Айленд (англ. Portland) - це промисловий острів з житлом для нижчого класу. На острові розташований місцевий департамент поліції та Головний госпіталь Суїні у Портленд-Вью, а також пожежна частина у Харвуді. Цей острів є першим доступним районом для протагоністів - Клода в GTA III, Майка в GTA Advance і Тоні Сіпріані в GTA Liberty City Stories, а також єдиним доступним бором міста в GTA San Andreas. У Портленді також є побудоване до 1930 року надземне метро, відоме як Portland El, що перевозить пасажирів між трьома станціями: Бейлі в Сент-Марк, Куровскі в Чайнатауні і Ротуелл в Хепберн-Хайтс.
Стонтон-Айленд (англ. Staunton Island) — середній острів міста, що представляє його ділову частину. Переважна більшість комерційних будинків сконцентрована у південній частині острова. На острові розташовані штаб-квартира поліції в Торрінгтоні, Головний шпиталь Карсон у Рокфорді та пожежна ділянка в Аспатрії. Острів є другим, який відвідують протагоністи: Клод у GTA III, Майк у GTA Advance та Тоні Сіпріані у GTA Liberty City Stories. Серед відомих жителів Стонтон-Айленду можна виділити лідерів Якудзи — Кадзукі, Асуку та Кендзі Касьонов, медіамагнату Дональда Лава та мерів мегаполісу Роджера Хоула та Майлза О’Донована.
Шорсайд-Вейл (англ. Shoreside Vale) - західний острів міста. Це здебільшого житловий район, хоча є й своя промзона — Пайк-Крік, де знаходяться місцевий департамент поліції та госпіталь. Неподалік розташований міжнародний аеропорт імені Френсіса та пожежна частина. Це останній доступний острів для протагоністів Клода у GTA III, Майка у GTA Advance та Тоні Сіпріані у GTA Liberty City Stories. З відомих особистостей із Шорсайд-Вейл можна згадати лідерів Колумбійського картелю - Ціско та Каталіну.
Північна частина штату Ліберті (англ. Upstate Liberty) - це неофіційна назва території на північ від Шорсайд-Вейл, яка недоступна під час гри і використовується як декорація. За пагорбами позаду Шорсайд-Вейл знаходяться велика територія з квадратними ділянками води та входом у Блакитне Пекло між ними. Є також текстури Міста-привиду у Grand Theft Auto III. Пагорби над Сідар-Гроув існують для того, щоб закрити територію за ними. Більшість пагорбів невловимі. Відрізнити це можна за розмитою травою. Більшість землі під Обсерваторією Сідар-Рідж відчутна, а земля в обсерваторії чи з неї - немає. Ланцюг стовпів з проводами, що з'являються у місті, починаються у північній частині штату.
Місто-примара (англ. Ghost Town) — це назва тривимірної локації, в якій відбувається початкова сцена гри Grand Theft Auto III. Ця область має реальне місцезнаходження на ігровій карті, яка ізольована від Ліберті-Сіті - звичайного оточення гри, оскільки вона не призначена для доступу під час звичайного ігрового процесу. Це вулиця з банком Ліберті Сіті, кількома магазинами та квартирами, а також Mr. Wongs, Esperanto та двома Securicar, припаркованими на вулиці. Місто-примара помітно більш деталізований, ніж сам Ліберті-Сіті; у провулку за банком є контейнери для сміття, картонні коробки і навіть різні предмети сміття, розкидані по землі. У більшості квартир, розташованих над провулком/вулицею, на вікнах встановлені кондиціонери, як у деяких будівлях реального життя. Тротуари, однак, порожні, за винятком кількох вуличних ліхтарів та знаків паркування.

#### Портленд
- Каллахан-Пойнт (англ. Callahan Point) — самий південно-західний район Портленда, відрізняється малорозвиненою структурою, хоча саме тут розташований зв'язуючий острови Портленд і Стонтон-Айленд міст Каллахан, будівництво якого було завершено між 1998 та 2001 роками. З визначних пам'яток цього району можна виділити закусочну Жирного Джо/Кільце Пончика Расті Брауна і рибну фабрику Turtle Head/безіменний склад Сім'ї Леоне, що належить Тріадам. Більша частина Каллахан-Пойнт є густо порослу рослинністю берегову лінію з хвилерізами. Крім того, в районі є невеликий тунель, що веде до дерев'яної пристані.
- Red Light District або просто Red Light (укр. Квартал червоних ліхтарів) — район є кварталом червоних ліхтарів Ліберті-Сіті, де розташовано більшість стрип-клубів, порномагазинів та борделів. Прототипами цього району стали балтиморський The Block та 42-а вулиця у Нью-Йорку. Відмінною особливістю цього району є велика кількість повій та сутенерів на вулиці. Індустрія для дорослих працює у кварталі цілодобово, хоча днем повії та сутенери зустрічаються рідше. Вбивство сутенерів не вплине на те, чи продовжать повії працювати на Луїджі Готереллі чи ні. Повія можуть використовуватися гравцем для підвищення здоров'я за гроші. Хоча район більшою мірою відомий індустрією розваг для дорослих, західні та східні його частини не містять таких закладів. Західна частина кварталу — частина набережної Портленда, а східна, що межує з Сент-Марк, складається з кількох великих будівель, включаючи сірий хмарочос з будівельними лісами на перших поверхах.
- Портленд-Біч (англ. Portland Beach) — скелястий пляж у північно-східній частині Портленда в Ліберті-Сіті, єдиний пляж у місті, чия решта берегової лінії є штучними стінами-хвилями. Цей район - східне узбережжя Портленда, що межує з Сент-Марк і Портом. Пляж абсолютно неживий — крута скеля, що межує з Сент-Марк, і купа піску, ніяких будівель, ніяких пішоходів. Лише у північній частині є помітна скельна освіта у формі арки, а на сусідній скелі - особняк Сальваторе Леоне.
- Порт Портленда (англ. Portland Harbor) — цей район є портовою зоною Ліберті-Сіті, де розташовані три кораблі, гараж імпорту та експорту, а також імпорт службових автомобілів на один із кораблів. Відмінною особливістю цього району є велика кількість робітників на вулиці.
- Портленд-Вью (англ. Portland View) - діловий район і по суті є центром острова Портленд. Будинки досить різноманітні: тут є як житлові багатоповерхові будинки, так і різні магазини, підприємства з надання різноманітних послуг, а також невелика ділянка, відведена під зелені насадження. У центрі Портленд-Вью один поруч розташовані поліцейська ділянка Портленда і госпіталь, на заході від них знаходяться магазини і житлові будинки, а на сході — порожня ділянка, що поросла деревами, і супермаркет. Занедбаний тунель, що веде в Харвуд, знаходиться прямо під супермаркетом.
- Пристань Атлантик або Атлантік Куейс (англ. Atlantic Quays) — промисловий район у південно-східній частині Портленда. Пристань Атлантик змодельована із натяком на нью-йоркський район DUMBO. За дизайном цей район нагадує сусідній порт і теж служить для прийому кораблів, хоч і в меншому обсязі: тут є кілька дерев'яних та один бетонний причал.
- Сент-Марк (англ. Saint Mark's) — Сент-Марк заснований на Маленькій Італії на Манхеттені, хоча і нагадує деякі райони Брукліна, такі як Керол-Гарденс , Бушвік, Проспект-Хайтс і т.д. Сент-Марк, як і інші густонаселені райони міста, повністю забудований багатоквартирними будинками: є навіть кілька хмарочосів. Район зображений в італо-американському стилі, поєднуючи італійські ресторанчики та американські забігайлівки з розтяжками квітів італійського прапора на вулицях.
- Трентон (англ. Trenton) — промисловий район у Портленді. Трентон заснований на районі Брукліна Ред Хуке. Трентон — промисловий район, тут розташовано кілька фірм та фабрик, які виробляють вигадані товари. Близькість Трентона до портового району та Пристані Атлантик робить його ідеальним для виробництва товарів, що передбачають доставку водним шляхом або імпортуються до інших країн. Також Трентон – це назва кількох міст у Сполучених Штатах, найвідоміший з яких – столиця штату Нью-Джерсі.
- Харвуд (англ. Harwood) - найпівнічніший район Портленда. Його відмінністю є наявність практично необлаштованого ландшафту, є лише кілька підприємств, розташованих у цьому районі. Однак ті кілька розташованих у цьому районі будівель, підприємств та пам'яток суттєво відрізняються: від невеликих комерційних підприємств до низькосортних промислових об'єктів та цивільних служб. Іншою пам'яткою району є занедбана гілка залізниці, прокладена через тунель, який, проходячи під Сент-Марк, з'єднував Харвуд із Портленд-Вью та портом. Тому вважається, що цей тунель був для промислових потреб.
- Хепберн-Хайтс (англ. Hepburn Heights) — район заснований на Квінсбриджі, районі Квінса, але нагадує також Браунсвіл і Бруклін-Хайтс. У GTA III район є парк з двома житловими комплексами будівель променевого типу. У районі також розташований міст Харвуд.
- Чайнатаун (англ. Chinatown) - етнічний район, що є по суті етнічним анклавом в центрі Портленда, поєднує в собі будівлі американського типу з елементами далекосхідної архітектури, а також ієрогліфами на вивісках та розтяжках. Більшість пішоходів у цьому районі – азійці.

#### Стонтон-Айленд
- Торрінгтон (англ. Torrington) — діловий район, що часто відвідувався протягом гри, тому що в ньому живе багато важливих особистостей і є достатньо пам'яток. Торрінгтон - територія під владою Якудзи протягом усієї історії всесвіту GTA. Після смерті лідерів Якудзи Торрінгтон звільнився, оскільки не був під владою конкретної банди.
- Бедфорд-Пойнт (англ. Bedford Point) - центр комерції та фінансового життя Стонтон-Айленда. Саме тут, на південно-західному краю острова розташована більшість міських хмарочосів, видимих з будь-якої частини Ліберті-Сіті. На відміну від сусіднього району — Торрінгтона, де базуються великі корпорації та крутяться великі гроші, тут зустрічається переважно середній бізнес, музеї, галереї та офіси громадських компаній.
- Парк Бельвіль (англ. Belleville Park) - до нього входять власне паркова зона і частина прилеглих міських кварталів. Сам парк є великим лісовим масивом з безліччю пішохідних стежок, невеликим ставком з острівцем у центрі, човновою станцією з пірсом, трьома баскетбольними майданчиками на півночі, підземним туалетом і обеліском у центрі, а також пішохідним містком у південній частині. Цей парк, як і променад в Аспатрії, є місцем відпочинку мешканців ділового Стонтон-Айленда і при цьому залишається єдиним великим парком в Ліберті-Сіті. Західна частина цього району - ряд висотних будівель, що тягнеться вздовж парку, і підземна магістраль, що з'єднує Аспатрію та Бедфорд-Пойнт. Крім того, в цьому районі знаходиться в'їзд на підйомний міст, що сполучає Стонтон-Айленд і Шорсайд-Вейл. На сході паралельно парку розташовані кілька хмарочосів та торговий центр, що знаходяться на кордоні Парку Бельвіль та Ньюпорта. Південна частина парку межує з Бедфордом Пойнтом і включає будівлю ратуші, заснованої, ймовірно, на будівлі Нью-Йоркської ратуші. Сам парк є зменшеною в рази копією Центрального парку Нью-Йорка, а обеліск в центрі, ймовірно зображує Голку Клеопатри. Назва району походить від одного з передмість Манхеттена - Бельвіль у Нью-Джерсі.
- Ньюпорт (англ. Newport) — район має розвинену інфраструктуру, в ньому розташовані різні магазини, квартири, хмарочоси та багато офісних будівель. На відміну від інших районів, Ньюпорт має цілих три причали, у яких пришвартовані човни Speeder, Reefer та Predator. Ньюпорт має низку важливих шляхів сполучення. Варто зазначити, що міст Каллахан, що з'єднує Портленд та Стонтон-Айленд, закінчується у Ньюпорті. Також у Ньюпорті розташовані дві автостради, що з'єднують Ньюпорт, Форт-Стонтон та Торрінгтон. Перша – звичайна чотирисмугова автострада, що йде вздовж східного узбережжя, а друга – автострада на естакаді.
- Форт-Стонтон (англ. Fort Staunton), раніше відомий як Маленька Італія (англ. Little Italy) — район у Ліберті-Сіті. 1998 року Форт-Стонтон був Маленькою Італією і районом заправляла родина Фореллі. У Маленькій Італії знаходився оперний театр, італійський ресторан, музей та багато інших закладів. У GTA Liberty City Stories район був знищений Тоні Сіпріані після закладки декількох вибухових пристроїв під покинутим тунелем метро. Після знищення району родина Фореллі залишила район. У 2001 році в районі відбувається масштабна реконструкція району — знесення старих будівель та будівництво Стонтон-Плаза, яке має бути завершено наступної осені. Наявність людей та машин колумбійського картелю у районі пояснюється тим, що реконструкцією району займається Panlantic Construction Company, якою володіє картель.
- Рокфорд (англ. Rockford) - найбільш північно-східний район Стонтона. Більшість його північних і східних схилів є берегової лінією, а район розвинений слабо. Головна особливість району – єдина лікарня Стонтона, Генеральний шпиталь Карсон, який займає південну частину району. У Рокфорді також є одна зі станцій Метро Ліберті-Сіті, але технічно вона розташована у північно-східному розі сусіднього району Ліберті-Кампус, через дорогу від шпиталю Карсон.
- Навчальне містечко (англ. Liberty Campus) — район, що складається з двох кварталів. Головна особливість цього містечка - Муніципальний коледж Ліберті-Сіті, також відомий як Університет імені св. Матвія». Цей коледж був визнаний найгіршим із усіх у США. Саме містечко включає два квартали. У місті розташований свій метеорологічний центр. Район також має кілька підприємств та житлових будинків, але вони в основному зосереджені у південній частині містечка.

- Аспатрія (англ. Aspatria) — район розташований на північно-західному краю острова Стонтон-Айленд. На заході та півночі району вздовж берегової лінії простяглася доріжка для прогулянок. Найпомітніша тут будівля - стадіон Ліберті Меморіал Колізеум, батьківщина команд Liberty City Cocks та Liberty City Beavers, займає більшу частину району. У південній частині району розташовано кілька комерційних та житлових будівель, а також автостоянка.

#### Шорсайд-Вейл
- Сідар-Гроув — житловий район північ від Шорсайд-Вейл. Безліч будинків району — великі та просторі, як, наприклад, Особняк Картеля. На пагорбах розташована обсерваторія Сідар-Рідж, але може бути досягнута тільки за допомогою Dodo. Також за пагорбами розташовується "Місто-примара". Також у пагорбах є тунель, недоступний у GTA III та частково достунний у GTA Liberty City Stories.
- Міжнародний аеропорт імені Френсіса (англ. Francis International Airport) - аеропорт в південній частині Шорсайд-Вейл. Аеропорт Френсіс не має конкретного реального прототипу, хоча частково дизайн терміналу нагадує будівлю Theme у Міжнародному аеропорту Лос-Анджелеса. В аеропорту також є вхід на станцію метро, а поряд з нею площа зі статуєю в центрі, підписаною «Борився за свободу 1936». У GTA III на голові цієї статуї встановлено дорожній конус, який можна знищити, але при наступному відвідуванні конус повернеться на місце. Пожежна частина, де завжди можна знайти пожежну машину, знаходиться за терміналом на виїзді на злітне поле. Навпаки - стоянка з різними автомобілями. На злітно-посадкових смугах безліч авіалайнерів, однак, вони лише статичні об'єкти.
- Пайк-Крік — комерційний та промисловий район, розташований у західній частині Шорсайд-Вейл. Заснований на промислових частинах Елізабет, Нью-Джерсі. Тут розташовані медичне училище, поліцейська ділянка та Pay 'n' Spray. За поліцейською дільницею розташовані Поліцейські гаражі Пайк-Крік. На північно-східній околиці району розташований гараж Імпорту/Експорту.
- Вічіта-Гарденс (англ. Wichita Gardens) - низовинний район, що безпосередньо межує з районом Сідар-Гроув, розташованому на вершині скелі з видом на все Вічіта-Гарденс . Район переважно зайнятий житловими будинками, але в ньому також доступ до тунелю Портер, а також Зона для пікніків Стонтон-Вью. Притулок Клода у GTA III також знаходиться в одному з житлових будинків. Радіостанції MSX FM і Game Radio також заявили в ігрових матеріалах, що знаходяться в районі. Сади Вічіта засновані на кооперативних квартирах Бронкса.
- Кокрейн-Дем або Плотина Кокрейн (англ. Cochrane Dam) - це район і велика гідроелектростанція, розташована в північно-західному кутку Шорсайд-Вейла. Одна з найвідоміших визначних пам'яток Шорсайд-Вейла. Дорога проходить вздовж вершини греблі, з'єднуючи дві половини Пайк-Крік із Сідар-Гроув. Дві водозабірні вежі з'єднані з верхньою частиною греблі пішохідними переходами, а нижня частина греблі включає будівлю генератора та велику кількість контейнерів. У Grand Theft Auto III гребля з'являється у фінальній місії «The Exchange», в якій Клод вбиває десятки людей колумбійського картелю, а також їх лідера і головного антагоніста гри, Каталіну.

### Всесвіт HD
Ліберті-Сіті складається з чотирьох боро:
- Алгонквін (англ. Algonquin) — галасливий діловий район, повний хмарочосів та офісів різних компаній. Тут є багато відомих пам'яток і туристичних місць, таких як Зоряний проспект, Мідл Парк і Роттердам-тауер. Ця частина Ліберті-Сіті є найбільш завантаженою та найбільш тісною. Це серце Ліберті-Сіті. Тут безліч нічних клубів, таких як Hercules, Maisonette 9 та Bahama Mamas LC.
- Бохан (англ. Bohan) — батьківщина репу та хіп-хопу. Також відомий своєю латиноамериканською культурою. Боро переважно складається з житлових проектів і є будинком для St. Mary's Community Project під керівництвом Менні Ескуели. Сумно відомий високим рівнем злочинності, бандитизму та незаконним обігом наркотиків на відміну від інших більш успішних районів міста. Бохан – найменше боро мегаполісу.
- Брокер (англ. Broker) — на відміну від решти міста - характерна риса цього боро. Деякі райони вирізняються високим рівнем злочинності. Тут є як квартали різних житлових проектів, і модні квартали середнього класу. Відомий своїми залізистими пісковиками. Це боротьба, з якої відкривається Ліберті-Сіті для Ніко Белліка.
- Дюкс (англ. Dukes) — старе, етнічно різнорідне, переважно житлове боро. Тут знаходиться міжнародний аеропорт Френсіса та бейсбольний стадіон, який є домашнім майданчиком для Liberty City Swingers, та ірландський паб Steinway Beer Garden. Тут можна зустріти людей у традиційному ірландському одязі та знайти будівлі у Вікторіанському стилі. Є райони проживання робітничого класу.

#### Алгонквін
- Нортвуд (англ. Northwood) — район на півночі Алгонквіна забудований, в основному, житловими та громадськими будинками; у північній частині розташований великий парк, а також причали, сміттєзвалище і т. д. Нортвуд вважається бідним районом з високим рівнем злочинності, населеним переважно афро- та латиноамериканцями; на території орудують такі банди як хаслери Північної Голландії, райдери Аптауна, Ангели смерті та ін.
- Північна Голландія (англ. North Holland) — невеликий робочий район на північному заході Алгонквіна, забудований переважно висотними житловими масивами та невеликими будинками висотою до 4-5 поверхів . У цьому районі є велика афроамериканська громада, а також тут базуються хаслери Північної Голландії та Ангели смерті, через що Північна Голландія характеризується високим рівнем злочинності.
- Східна Голландія (англ. East Holland) — забудований, в основному, невеликими багатоквартирними будинками та таунхаусами, більш урбанізована і населена головним чином латиноамериканцями. Район контролюється бандою іспанських лордів та характеризується високим рівнем злочинності, насильства, поширення наркотиків.
- Міддл-Парк (англ. Middle Park) - пародія на Центральний парк Нью-Йорка, будучи довгою смугою зелені, наповненою деревами і межує з сильно урбанізованими районами, як і Центральний парк. Мідл-Парк є другим за величиною з чотирьох великих парків у Ліберті-Сіті. Як і Центральний парк, Мідл-Парк, як передбачається, був упорядкований так, щоб виглядати природно; парк має велике озеро в центрі, скелі у своєму північному краю та інші пам'ятки.
- Варсіті-Хайтс (англ. Varsity Heights) - це престижний і багатий район. Біля Університету Веспуччі в центрі району можна постійно бачити студентів, хоча Варсіті-Хайтс також притулок інших молодих людей: художників і діячів культури. Аналог Західного Мідл-Парку.
- Ланкастер (англ. Lancaster) - престижний житловий район. Одна з подруг, з якою Ніко може зустрічатися, Алекс Чілтон, живе у заможній квартирі в Ланкастері. Хуан Лі також має квартиру в Ланкастері. АЗС Terroil розташований на Олбані-Авеню, Ланкастер. У 2009 році територія перебуває під контролем іспанських лордів.
- Західний Міддл-Парк (англ. Middle Park West) - є багатим, сильно розвиненим районом, маючи більше спільного з центральними районами боро, ніж з тими, що розташовані вздовж західного узбережжя Алгонквіна. Область включає в себе кілька таунхаусів і висококласних висотних апартаментів, як і Міддл-Парк-Іст на іншій стороні Міддл-Парк, проте, незважаючи на схожість з районом-сусідом, Міддл-Парк-Уест є притулком художників та інших творчих особистостей, в тому числі час як Мідл-Парк-Іст є основним місцем концентрації бізнесменів.
- Східний Міддл-Парк (англ. Middle Park East) — має кілька висотних та комерційних будівель, у тому числі будівлю, де розташована одна з конспіративних квартир Ніко Белліка . Передбачається, що багато бізнесменів в Алгонквіні проживають у Мідл-Парк-Іст, оскільки весь район заповнений бізнесменами. Міддл-Парк-Іст є повною протилежністю Міддл-Парк-Уест. Міддл-Парк-Уест та його околиці зосереджені на мистецтві та культурі, тоді як Міддл-Парк-Іст та його околиці більшою мірою зосереджені на бізнесі та комерції.
- Зоряний проспект (англ. Star Junction) — район є комерційним центром міста. Зоряний проспект є пародією на Таймс-сквер, розташований у Нью-Йорку. Виступає як культурно-діловий центр міста. Міський дизайн Зоряного проспекту характеризується великою мірою рекламними вивісками на будівлях та розважальних закладах у центрі в оточенні менш "прикрашених" квартир, готелів та офіцерських веж на півночі, сході та заході.
- Чистилище (англ. Purgatory) — дуже схожий на Вестмінстер і Міт-Квотер тим, що він набагато менш «вишуканий», ніж сусідні центральні райони Алгонквіна, але перебуває у процесі «упорядкування». На відміну від Вестмінстера та Міт-Квотер, потенціал Чистилища, здається, завжди використовувався головним чином у житлових та комерційних цілях, тому його основна архітектура складається з хмарочосів та розкішних житлових комплексів уздовж Франкфурт-Авеню. Декілька двоповерхових багатоквартирних будинків є основними в центрі Чистилища, поряд з декількома таунхаусами, розташованими в районі.
- Хаттон-Гарденс (англ. Hatton Gardens) — містить кілька висотних квартир та комерційних будівель. Область не заснована на жодному з районів, але має кілька орієнтирів на основі реальних аналогів, розташованих у тій же частині Манхеттена. Район характеризується як торговельний регіон.
- Вестмінстер (англ. Westminster) - зображується як багатофункціональний район, де житлові та комерційні будівлі сконцентровані по Франкфорт-авеню на сході. Паркувальні комплекси та промислові установи можна знайти на Юніон-драйв-Уест та гавані Уест-Рівер. Також у західній частині району розташований великий паркувальний комплекс, що тягнеться на північ, у Чистилищі. Як і Скотобійня, ділянка занедбаної надземної залізниці проходить через район і відрізає від району Чистилище. Вестмінстер також схожий на Скотобійню у тому, що його гавань була перепрофільована для інших галузей діяльності.
- Ланцет (англ. Lancet) - розвинений і заселений, присутня безліч хмарочосів, і старих і нових. Територія сильно нагадує Тартл-Бей та Кіпс-Бей у Нью-Йорку. Проте, висновки з приводу прототипу Ланцета зроблено не лише на основі будівель, можна судити також районом бухти. Крім того, сусідні райони мають певні атрибути із Ланцетом.
- Скотобійня (англ. The Meat Quarter) - є найменш гламурним і престижним районом боро Алгонквін. Архітектура в районі, як правило, набагато менш масивна, ніж у районах на сході та в центрі боро. Під час прогулянок через Скотобійню, особливо через його центральну частину, можна легко відзначити вплив у минулому промислових та виробничих підприємств. Справді, тут є безліч колишніх складів та вантажно-розвантажувальних терміналів, що з тих пір були перетворені для житлових цілей. На Франкфурт-Авеню знаходяться набагато висококласніші та престижніші будівлі, завдяки своїй близькості до багатших, прилеглих районів на сході. До послуг гостей найвищі та найкрасивіші будівлі району, всі з яких височіють над малоповерховою архітектурою західної частини району.
- Трикутник (англ. The Triangle) - один з добре відомих районів у боро, разом зі Зоряним проспектом і Міддл-Парк, так як він є одним з кращих місць у центрі Ліберті-Сіті. Трикутник зовсім не відрізняється від сусіднього Зоряного проспекту, оскільки зона зайнята масивними хмарочосами, новими та старими. Він складається із найвищих будівель у місті. Трикутник є місцем розташування Роттердам-тауер, найвищого хмарочоса у місті та загалом у всій серії.
- Істон (англ. Easton) - є, перш за все, комерційним районом. У районі переважають потужні будинки, наприклад GetaLife Building і Grand Easton Terminal. Багато торгових точок та магазинів можна знайти по всьому периметру Grand Easton Terminal, що також робить його популярним місцем для місцевих жителів та покупців. Житловий сектор розташований вздовж його південної частини, з безліччю готелів для туристів і кілька багатоквартирних будинків.
- Президент-Сіті (англ. Presidents City) — представлений переважно чотирма кварталами кооперативних квартир на додаток до пари однакових житлових веж та Alphabet Brotherhood Center, призначення якої невідоме. Його близькість з Нижнім Істоном і розташування щодо його прототипу в Манхеттені, Нью-Йорк, пропонує область, принаймні схожу на ім'я району — Алфабет-Сіті. Поширеність кооперативних будівель передбачає те, що іншими прототипами є Кіпс-Бей та Нижній Іст-Сайд, у східній частині Манхеттена.
- Колоні-Айленд (англ. Colony Island) — острів офіційно входить до складу боро Алгонквін і розташований на річці Гумбольдт між Алгоквіном і Брокером. На відміну від острова, розташованого на північ, Калані-Айленд має житловий район і доступ до громадського транспорту, мабуть, через його близькість і прямий зв'язок з Алгонквіном.
- Касл-Гарден-Сіті (англ. Castle Garden City) — це місто проживання високого класу, з безліччю будівель з офісами і квартирами. Район може бути розділений на дві підзони: діловий район, навколо Кесл-Драйв та пристанню для яхт, на південь від Кесл-Драйв. Як і в багатьох набережних районах Алгонквіна, причали є звичайним явищем на околицях. Причали Кесл-Гарден-Сіті зосереджені у Південній половині міста. Пороми пов'язують Кесл-Гарден-Сіті з Островом Щастя.
- Саффолк (англ. Suffolk) - дуже багатий і процвітаючий район, прототипом його є Сохо, Нью-Йорк. Район характеризується своїми малоповерховими чавунними будинками. І, як сусідня Мала Італія, ряд вулиць Саффолка побудовані з каменю, схожі на деякі вулиці в Сохо.
- Мала Італія (англ. Little Italy) - має сильну присутність італійської мафії. Як і багато старих іммігрантських районів у місті, Маленька Італія має ряд довоєнних багатоквартирних будинків, при цьому багато провулок перетинаються короткими міськими кварталами. Більшість ресторанів району згруповані вздовж Браун-Плейс, тоді як Денвер-Авеню є головною комерційною смугою.
- Нижній Істон(англ. Lower Easton) - складається з малоповерхових квартир і офісів, які, як правило, не перевищують висоту в 10 поверхів, на відміну від більш високі і великі будівлі Істона, які поширені в цьому сусіді Нижнього Істона. Малу сферу інтересів можна побачити у районі, осторонь штаб-квартири LCPD, заснованому на Один Поліс-Плаза, хоча копія значно зменшена. Нижній Істон, швидше за все, заснований на Нижньому Іст-Сайді, Нью-Йорк.
- Північний рибний квартал (англ. Fishmarket North) — північна половина так званої зони Fishmarket, південна половина якої відома як Фішмаркет-Саут. Порівняно з Фішмаркет-Саут, Фішмаркет-Норт не пройшов ще етап розвитку, який пройшов Фішмаркет-Саут за останні десятиліття, де можна знайти багато колишніх ринків риби та багатоквартирних будинків, зруйнованих для будівництва нових хмарочосів. Натомість, у районі, як і раніше, функціонує традиційна рибна торгівля.
- Південний рибний квартал (англ. Fishmarket South) - південна частина так званого "Великого Фішмаркету", північна половина, займаних сусідньою Фішмаркет-Норт. Фішмаркет-Саут, як передбачається, має аналогічне минуле з Фішмаркет-Норт, але його первісна форма була прибрана, щоб звільнити місце для сучасних хмарочосів, тоді як Фішмаркет-Норт зберігає більшу частину свого первісного характеру; єдиним нагадуванням про минуле району є Пірс 45, перероблений під промислові потреби.
- Сіті-Холл (англ. City Hall) - тут знаходиться уряд Ліберті-Сіті, тому район є центром політичної активності в місті. Територія служить громадським центром як боро Алгонквин, а й усього Ліберті-Сіті. Це місце розташування мера міста Хуліо Очоа, а також прилегла територія в першу чергу є комерційним центром за своєю природою, але існують кілька житлових кварталів у його східній частині, тоді як центральна частина району є парковою зоною.
- Чайнатаун (англ. Chinatown) — на території району є значна кількість вузьких вулиць, і район сповнений дрібними багатоквартирними будинками та великими малоповерховими офісними будинками та магазинами, деякі прикрашені східними чи модерністськими конструкціями. Територія району також прикрашені великими знаками, що нависають, що нагадують знаки на вулицях Гонконгу, незважаючи на те, що такі конструкції не часто зустрічаються в китайському кварталі Нью-Йорка. Фірми на прилеглій території належать китайцям та спеціально створені лише для китайців.
- Біржа (англ. The Exchange) - займає чималу частину півдня боро, і служить як історичний центр міста Ліберті-Сіті. Область характеризується множинними вузькими вуличками з хмарочосами, офісними будинками, брукованими дорогами, а також кількома зеленими зонами. Порівняно з центром Алгонквіна, мешканці та пішоходи району працюють у консервативних комерційних організаціях, тому в районі можна часто побачити людей у костюмах.
- Касл-Гарденс (англ. Castle Gardens) — виключно житловий район у південній частині Алгонквіна, де є дорогі квартири на Колумбус-Авеню та інших вулицях. Завдяки своєму розташуванню в самому кінці Алгонквіна, а також кордоні з фінансовим центром міста, банкіри є досить частим явищем у Кесл-Гарденс. Східна половина Кесл-Гарденс переважно зайнята потужним будівельним майданчиком. Будівництво пов'язане з Юсуф Амір, еміратським забудовником, який хоче побудувати розкішні кондомініуми в районі; це говорить про те, що проект знаходиться тільки в ранніх стадіях будівництва, зведений лише фундамент.
- Острів Щастя (англ. Happiness Island) - невеликий острів, офіційно частина боро Алгонквін, а також південна точка міста. Він заснований на острові Свободи, в комплекті зі своєю власною версією Статуї Свободи, яка називається Статуєю Щастя.

#### Бохан
- BOABO або ЗДАЛМО (англ. BOABO, Beneath the Off-ramp of the Algonquin Bridge Overpass; ЗДАЛМО, З'їзд До АЛгонквінського МОсту) — район розвиває подібні естетичні цінності та характеристики один з одним , які в той же час повністю відрізняються від інших районів Брокера. BOABO відчуває серйозні джентрифікації, багато занедбаних промислових об'єктів було перетворено на лофти та кондомініуми. Тим не менш, досі існують кілька складів та доків, особливо навколо південної частини району.
- Роттердам-Хілл (англ. Rotterdam Hill) — район розташований на піднесеній ділянці землі за масивною стіною на східній околиці BOABO, Роттердам-Хілл виділяє дуже химерну атмосферу з елементами модного одягу. Його кілька вулиць викладені добре доглянутим коричневим камінням і дуже тихі, в порівнянні з жвавими дорогами всього за кілька кварталів на схід.
- Центр Брокера або Даунтаун (англ. Downtown Broker) — цивільний та комерційний центр боро. Дуже жвавий район із великою кількістю транспорту на дорогах. У цьому районі можна знайти безліч магазинів та підприємств; наприклад, штаб-квартира LTA знаходиться у цьому районі. Основна вулиця - Монтаук-авеню, а на Мансі-авеню розташовані офіси багатьох державних підприємств та корпорацій. Середня висота будівель у Брокері набагато вища, ніж у інших районах даного боро.
- Шоттлер (англ. Schottler) - житловий район, що складається в основному з житлових будинків, з дуже різноманітним населенням. Значна кількість іммігрантів із Ямайки проживає по сусідству, ймовірно, через близькість Шоттлера до Бічвуд-Сіті. У Шоттлері мешкає Малюк Джейкоб, а також розташована велика лікарня.
- Бічвуд-Сіті (англ. Beechwood City) - район який розділений на дві частини, значною мірою частково від свого географічного положення. Міська частина району знаходиться в західній частині, обмежена Саратога-авеню. Північна частина Бічвуд-Сіті, через яку проходить автомагістраль Алгонквін-Дюкс, а також східна частина, переважно є «сільськими». Південна частина йде вздовж берегової лінії та має скелястий пляж.
- Іст-Хук (англ. East Hook) — район складається головним чином зі складів, доків та інших промислових споруд. Очевидно, район піддається джентрифікації, деякі більші об'єкти перетворюються на житлового і комерційного використання. Однак вплив джентрифікації незначний, порівняно з BOABO, його сусідом на півночі, у якого більша частина виробничих будівель, перетворена на лофт та інші житлові приміщення.
- Оглядовий парк (англ. Outlook) - невеликий район, чию більшу частину займає Парк Перспективи, прототип Проспект-парку в Брукліні. Завдяки парку район поділено на дві частини. Зі східного боку, на Монтаук-авеню переважають вищі житлові будинки для багатих жителів Брокера. Це з тим, що Монтаук-авеню одна із найголовніших магістралей міста. Однак на Онейда-авеню розташовані бідніші будинки, ніж на Монтаук-авеню.
- Південні Схили (англ. South Slopes) - є з'єднанням багатьох центральних і західних кварталів Брукліна: це насичений район з різноманітним населенням. Тим не менш, це, швидше за все, прототип Парк-Слоуп, враховуючи його назву та місцезнаходження, що прилягає до Проспект-парк.
- Хоув-Біч (англ. Hove Beach) — базований на бруклінському районі Брайтон-Біч, відомому своїм східноєвропейським населенням. Також є посилання до британського міста Хоув, яке адміністративно об'єднане із сусіднім Брайтоном. Фактично вони - одне місто, офіційно відоме як Brighton & Hove. До того ж це місце було надихнуте районом Бей-Рідж, також відомим популярністю серед іммігрантів.
- Файрфлай-Проджектс (англ. Firefly Projects) - проект з житлового будівництва на південному сході Брокера. Населення Файрфлай-Проджектс переважно афроамериканське. Крім великого комплексу житлових будівель, Файрфлай-Проджектс також мають залізничну гілку, яка відходить від Брокерської лінії.
- Файрфлай-Айленд (англ. Firefly Island) — район прототип Коні-Айленда, і є парком розваг. На час гри парк закрито на сезон.
- Бічгейт (англ. Beachgate) - невеликий півострів, де живуть престижні і багаті люди. У цьому районі є кілька особняків.

#### Брокер
- Стейнвей (англ. Steinway) - типовий район для середнього класу. Має безліч зелених насаджень та класичної ірландської архітектури. Сам район має як житлові будинки, парки, так і бари і навіть цвинтар. Як і майже весь Дюкс, район знаходиться під контролем сім'ї Макрірі. Район заснований на Асторії та Лонг-Айленд-Сіті, інфраструктурою та архітектурою. Крім того, парки було засновано на парках цих районів.
- Медоус-Парк (англ. Meadows Park) — житловий район Мідоуз-парку вздовж Саванна-авеню нагадує химерні, висококласні квартали в Нью-Йорку, такі як Бруклінські висота і Грамерсі, з рядами коричневого каміння. Очевидно, в парковій зоні присутні залишки всесвітнього ярмарку, організованого в 1960-х роках, лише кілька нагадувань про подію. Частини парку з того часу були перетворені на інші види рекреаційного використання, але парк, як правило, залишався пишним, з деревами та полями.
- Міжнародний аеропорт імені Френсіса (англ. Francis International Airport) — район є найбільшим у Ліберті-Сіті. Майже всю його площу займає однойменний аеропорт, решту займає велика розв'язка і Тюдор-стріт.
- Іст-Айленд-Сіті (англ. East Island City) — індустріальний район у Дюксі. У ньому немає житлових будинків, а лише фабрики та інший бізнес. Є кілька комерційних будівель, пентхаус LC24, парк Дюкса та поліцейська ділянка. Район заснований на Лонг-Айленд-Сіті своєю структурою.
- Кервеза-Хайтс (англ. Cerveza Heights) - як і майже всі райони в Дюксі, є місцем проживання для середнього класу. Крім того, він виконаний у китайському стилі. У районі є багато бізнесу та будинків, а також госпіталь. Район заснований на Джексон-Хайтс та Корона.
- Медоу-Хіллз (англ. Meadow Hills) — найменший, але найбагатший район Дюкса. Щільність будинків у Мідоу-Хіллз збільшується з півночі на південь, від одиночних котеджів та напівокремих будинків на півночі до багатоповерхових квартир на півдні. Район є прототипом району Форест-Хіллз у Нью-Йорку.
- Уілліс (англ. Willis) — невеликий район для середнього класу. У ньому живе багато ямайців, але назвати його «гетто» не можна через інфраструктуру. На заході є безліч житлових приватних будинків, тоді як на сході знаходяться мережі різних магазинів. Гравець не може входити до жодного будинку. Єдине, що там є — то це різний бізнес.
- Чардж-Айленд (англ. Charge Island) - це індустріальний район, розташований окремо від усіх боро, але офіційно вважається частиною Дюкса. На острові розташований завод, невеликий лісок та танкер, який іноді швартується у Чардж-Айленда. Над самим районом є три мости з різних борів, які ведуть на сам острів. Щоб проїхати через них, потрібно заплатити $5 у будці. Інакше, за гравцем розпочнеться поліцейська гонитва. Чардж-Айленд заснований на Randalls and Wards Islands, зокрема, своєю структурою.

#### Дюкс
- Бульвар (англ. Boulevard) — житловий район, незважаючи на величезні розміри, житлові будинки існують лише вздовж південного кордону на Бульварі Гранд. Це можна пояснити тим, що більш як половина його загальної площі зайнята великим озером, оточеним зеленими насадженнями та рекреаційними зонами в центрі кварталу, а також довжиною північної берегової лінії Бохана, відокремленої від решти міста високим гребенем. Бульвар, швидше за все, заснований на поєднанні північних кварталів у Бронксі, таких як Морріс-Парк, Пелмен-Паркуей, Уейкфілд, Сіті-Айленд, Ван-Кортленд і Пелхем-Бей-Парк.
- Нортерн-Гарденс (англ. Northern Gardens) - це насамперед міський, житловий район. Частина району на схід від Алтона-авеню містить багатоповерхові квартири як свій ексклюзивний житловий фонд, тоді як невеликі квартири, таунхауси та дуплекси можна знайти недалеко від кордону з Малою Затокою. Це, мабуть, найжвавіший із північних районів Бохана, вимагаючи майже кожного суспільного тяжіння, яке можна знайти у цій частині міста.
- Мала Затока (англ. Little Bay) — район який розділений на дві області: житловий район на півдні та громадський парк вздовж берегової лінії. Однак, на відміну від Бульвара та Нортерн-Гарденс, берегова лінія Малої Затоки практично недоступна. Хребет відокремлює житлові райони північного Бохана від берегової лінії.
- Фортсайд (англ. Fortside) — житловий район нижче середнього класу, розташований у центрі Бохана. Фолсом-Вей є головною вулицею, що проходить через Фортсайд. Також є станція метро у Фортсайді вздовж Сан-Квентін-авеню між Дроп-стріт та Еплджек-стріт. Поліцейська ділянка розташована на Мілл-стріт та Еплджек-стріт всього за кілька хвилин ходьби від станції метро.
- Індастріал (англ. Industrial) - це промислова зона. Цей район є будинком для низки складів, авторемонтних майстерень та інших виробничих структур. Житлові райони існують на околицях, але їх мало і далеко один від одного. Багато будинків кварталу зруйновані і спустошені, що змушує багатьох думати про те, що цей район «схудлий», «смутний», «брудний», «бідний» тощо.
- Південний Бохан (англ. South Bohan) — житловий район з промисловими кварталами. У ньому проживає велика кількість афроамериканців, а також домініканців, пуерторіканців та інших латиноамериканців. У західній частині проживали Менні Ескуела та Елізабета Торрес. На схід від Сан-Квентін-авеню розташовані невеликі багатоквартирні будинки низького класу. У південній частині вздовж річки розташовані заводи та фабрики. У східній частині району набагато краще розвинена промисловість, але все одно є багато занедбаних споруд. Через погані соціально-економічні умови в районі процвітає злочинність, переважно незаконний обіг наркотиків. На 2008 рік у Південному Бохані проживало 1180 осіб.
- Чейс-Пойнт (англ. Chase Point) — це змішане житлове та промислове сусідство низького класу, завдяки своєму розташуванню по околицях: Індастріалу на півночі та Південному Бохан на заході. Це, як і багато інших районів у Бохані, є мізерною областю, де проституція лютує. У східних околицях району в основному є склади та ремонтні майстерні, а також великий будівельний майданчик. Резиденції Чейз-Пойнта зосереджені ближче до центру острова, багато з яких збиті. Чейз-Поінт копіює округ Хантс-Пойнт, як на ім'я, так і за характером.

## Кримінал

### Всесвіт 3D
У 2001 році Ліберті Сіті має дуже високий рівень злочинності і через це відомий як «Найгірше місце в Америці». Основною проблемою міста є організована злочинність, зокрема засилля банд. У місті також були проблеми з конкретними особами, а саме з Карлом Джонсоном у 1992 році, Тоні Сіпріані у 1998 році, Майком у 2000-2001 роках та Клодом у 2001 році. Газета «Дерево Свободи» і радіостанції часто повідомляють про злочинні дії, що відбуваються в місті, і про наслідки, що випливають звідси. Департамент поліції Ліберті Сіті загрожує кримінальними переслідуваннями злочинців, а медичні працівники загрожують страйком.
За даними ФБР, у жителів Ліберті-Сіті «на 38% менше шансів стати жертвами злочину насильницького характеру, ніж у решті країни, якщо до цих злочинів входять: грабіж, вбивство, викрадення автомобіля та напад». Водночас газета «Дерево Свободи» повідомляє, що в період між 2000 та 2001 роками «Перша частина» злочинів зросла на 11 %. Вони також повідомляють, що «насильницькі злочини» становлять до 73%, а вбивства збільшилися у 4/5 разів, порівняно з минулим роком.

#### Банди
- Колумбійський картель (англ. Colombian Cartel) - колумбійський наркокартель під керівництвом Мігеля і Каталіни. Вперше прибувши до міста в 1998 році, вони швидко взяли в обіг частину Стонтон-Айленда та Шорсайд-Вейл. Вони міцно пов'язані з наркоторгівлею та торгують СПАНК із бандою ямайців. Їхні головні вороги — якудза та родина Леоне.
- Дьяблос (англ. Diablos) — пуерториканська вулична банда під керівництвом Ель-Бурро, що у районі Хепберн-Хайтс у Портленді. Вони з'явилися у злочинному житті міста у 1998 році, але через відсутність пристойного озброєння змогли взяти під контроль лише один район. Через три роки вони все ще стиснуті в бойових можливостях, але продовжують залишатися в Хепберн-Хайтс. Д'яблос ворогують із Ярді Аптауна.
- Сім'я Фореллі (англ. Forelli Family), яку, можливо, очолював Майк Фореллі, найменша злочинна організація у Ліберті-Сіті. У 1980-х сім'я Фореллі була головною силою в місті, але протягом 1998 року спостерігається зниження їхнього впливу через дії Тоні Сіпріані та Сім'ї Леоне. 2001 року під їхнім контролем залишилася лише одна територія — невелике бістро в Сент-Марк.
- Сім'я Леоне (англ. Leone Family) oчолювана Сальваторе Леоне, була головною силою у місті довше, ніж інші банди. Ця злочинна організація діє на острові Портленд, в основному на Сент-Марк, але має інтереси у Кварталі червоних ліхтарів, Чайнатауні та Трентоні. Раніше вони контролювали більше районів міста, але в 1998 р. намітився значний спад їхнього впливу через великі продажі СПАНК в Ліберті-Сіті. Сім'я Леоне ворогують з Тріадами, Колумбійським картелям.
- Капюшони Саутсайда (англ. Southside Hoods) - афроамериканська вулична банда на чолі з Ді-Айсом із бідних районів Шорсайд-Вейл. Каптури з'явилися 1998-го, проте вже тоді в банді намітився розкол. Банда розділилася на два угруповання, що суперничають: Червоних вальтів і Пурпурних дев'яток. Незважаючи на відмінності, вони інколи працюють разом.
- Тріади (англ. Triads) — китайська злочинна організація, що з'явилася на кримінальній арені міста 1998-го завдяки сицилійській мафії. Вони контролюють Чайнатаун і ворогують із сім'єю Леоне. Відомий лише один можливий бос тріад – Кертлі, вирізаний із фінальної версії.
- Ярді аптауна (англ. Uptown Yardies) - афрокарибська злочинна організація на острові Стонтон-Айленд. Їхній лідер - Король Куртні. Вони ворогують із Дьяблос і торгують СПАНК разом із Колумбійським картелем. У місті вони з'явилися 1998-го і взяли під контроль деякі райони, які раніше належали родині Фореллі.
- Якудза (англ. Yakuza) - японська злочинна організація, що контролює частину Стонтон-Айленда. З 1998-го їхній вплив впав, але вони все ще залишаються помітною силою в місті. Лідери Якудзи - Асука та Кендзі Касен.

### Всесвіт HD
Ліберті-Сіті - «Найнебезпечніше місто Америки», тому тут присутні різні злочинні банди, починаючи від вуличних афроамериканських, ямайських, пуерториканських, домініканських та російських бандитів і закінчуючи організованішими Тріадами, Російською, Італійською та Албанською мафіями. Наркотрафік – побачити наркомана чи наркодилера тут можна без особливих проблем. Також у цьому штаті на законодавчому рівні заборонено носити зброю, але це нікого не зупиняє. У місті є безліч підпільних магазинів зброї, що відразу розкриває всю суть міста. Перестрілки між бандитами чи поліцією тут не рідкісні.

#### Банди
- Тріади - найбільше китайське злочинне угруповання з Ліберті-Сіті, що промишляє в Чайнатауні - районі на півдні Алгонквіна. Основний рід занять – торгівля наркотиками та зброєю. На момент подій Grand Theft Auto IV та її епізодів лідер Тріад невідомий. Угруповання дуже добре розкрито в наступній грі серії Grand Theft Auto: Chinatown Wars, дії якої також відбуваються в Ліберті-Сіті, але не в 2008, а в 2009 році.
- Корейська мафія - ще одне азійське злочинне угруповання, але діюче в основному не в Ліберті-Сіті, а в штаті Олдерні, де тримає під контролем Олдерні-Сіті, столицю цього штату. Рід діяльності - фальшивомонетництво та торгівля наркотиками. Лідер невідомий.
- Російська мафія - злочинне угруповання, представлене вихідцями з Росії та інших країн колишнього СРСР. Зустріти членів Російської мафії поза місіями можна лише у трьох районах південного Брокера: у Хоув-Біч, Файрфлай-Айленді та Бічгейті, хоч і діє вона за сюжетом на території всього Брокера та Бохана. Члени Російської мафії займаються «кришуванням», рекетом, автоугонами, розбоями, а також торгівлею наркотиками, зброєю, людьми, порнографією та алкоголем.
  - Братва Фаустина/Раскалова - найбільший осередок Російської мафії в Ліберті-Сіті. Лідером угруповання до місії The Master and the Molotov є Михайло Фаустін, після цієї місії — його "права рука" Дмитро Раскалов. Лихварем угруповання є Володимир «Влад» Глєбов. Братві Фаустина/Раскалова в Хоув-Біч належать такі великі заклади як бар Comrades Bar і кабаре Perestroika. Поки Михайло Фаустін був лідером угруповання, Братва Фаустіна/Раскалова конкурувала із Сім'єю Петровича.
  - Сім'я Петровича - ще один осередок Російської мафії в Ліберті-Сіті. Лідер - Кенні Петрович. Родині Петровича належить автомайстерня у Південному Бохані. Перебувала у ворожих стосунках із Братвою Фаустина/Раскалова, доки лідером того угруповання був Михайло Фаустін.
  - Злочинний синдикат Булгаріна - третій осередок Російської мафії в Ліберті-Сіті. Лідер - Рей Булгарін. Рей полягає у добрих стосунках із Дмитром Раскаловим, з чого можна зробити висновок, що Братва Фаустина/Раскалова під час лідерства Дмитра Раскалова перебувала у союзницьких відносинах із Злочинним синдикатом Булгаріна. Відіграє велику роль у The Ballad of Gay Tony. Відомо, що у Європі злочинний синдикат Булгаріна займався торгівлею людьми.
- Російська банда - ще одне російськомовне злочинне угруповання, яке поза місіями можна побачити тільки в районі Хоув-Біч і тільки в Grand Theft Auto IV і The Ballad of Gay Tony. У The Lost and Damned Російську банду в Хоув-Біч "замінює" байкерський клуб "Райдери Аптауна".
- Албанська мафія - відносно невелике злочинне угруповання, що складається з албанських емігрантів і тримає під контролем район Малу Затоку, що на сході Бохана. Банда в основному займається лихварством і здирствами, а деякі члени угруповання використовуються як наймані головорізи для Сім'ї Анчелотті.
- Італійська мафія - загальна назва для кількох італійських злочинних сімей, що діють як у Ліберті-Сіті, так і в штаті Олдерні. Італійська мафія займається різними видами злочинної діяльності, наприклад, торгівлею наркотиками, здирствами, замовними вбивствами. Членів Італійської мафії можна зустріти в тауншипі Вестдайк, що на півночі штату Олдерні, і в Маленькій Італії, що на півдні Алгонквіна. П'ять найвпливовіших Сімей Італійської мафії об'єднані в так звану Раду. Також існує ще Сім'я Пегоріно, яка хоч належить до Італійської мафії, але не входить до Ради.
  - Сім'я Гамбетті - найсильніша Сім'я Ради. Колишній дон – Джон Гравеллі, який очолював угруповання з 1978 року аж до своєї смерті у 2008 році. Рой Зіто - головний радник Джона Гравеллі, який, ймовірно, і взяв на себе Сім'ю після його смерті. Сім'я Гамбетті контролює багато підприємств по всьому місту.
  - Сім'я Павано - друга за силою Сім'я Ради після Сім'ї Гамбетті. Її вплив поширюється на північний Алгонквін, Маленьку Італію та Олдерні-Сіті. Рід діяльності - азартні ігри і продаж автомобілів через автосалон "Auto Eroticar", що належить їй, в Олдерні-Сіті. Сім'ю очолює 60-річна жінка-бос - Мері Валвона, яка очолила її після смерті свого чоловіка Маріо. Сім'я Павано серйозно конфліктує із Сім'єю Пегоріно.
  - Сім'я Мессіна - третя за силою Сім'я Ради. Має вплив на боротьбу Дюкс і, поряд з іншими Сім'ями, в Маленькій Італії. Названа на честь колишнього боса Джона Мессіна. Нинішній дон – Харві Ното. Знаходиться в непоганих стосунках із Тріадами.
  - Сім'я Лупіселла - четверта за силою Сім'я Ради. Має вплив у Бохані та Маленькій Італії. Основний рід діяльності – рекет. Бос - Марк Лупіселла.
  - Сім'я Анчелотті - невелика і найслабша з п'яти Сімей Ради, сформована на початку 1900-х років. Промишляє розбоями. Дон - Джованні Анчелотті. Родина Анчелотті працює з Братвою Фаустина/Раскалова, що викликає гнів Сім'ї Гамбетті, яка вважає це образою. До складу Сім'ї Анчелотті також входять дочка Джованні Анчелотті Грейсі Анчелотті, Рокко Пелосі та його дядько Вінченцо «Дядько Вінс» Пелосі. Сім'я Анчелотті перебуває у дуже поганих стосунках із Сім'єю Пегоріно, оскільки остання за її рахунок хоче потрапити до Ради.
- Сім'я Пегоріно - cім'я, що також входить до складу Італійської мафії, але не перебуває в Раді. Серйозно конфліктує із Сім'єю Павано та Сім'єю Анчелотті, за рахунок слабкості якої хоче отримати місце в Раді. Головний район діяльності Сім'ї Пегоріно - Вестдайк, великий тауншип на півночі штату Олдерні, де і проживає дон Сім'ї Джиммі Пегоріно. Угруповання займається рекетом, торгівлею наркотиками, грабежами та іншою кримінальною діяльністю. Капореджиме Сім'ї Пегоріно - Рей Боччіно, а старший помічник Сім'ї - Філ Белл.
- Єврейська мафія - злочинне угруповання, що складається з євреїв і що з'являється тільки в місіях. Угруповання дуже слабо розкрито в Grand Theft Auto IV та її епізодах, і її масштаби повністю не показані, але можна сказати, що її вплив поширюється на весь Ліберті-Сіті. Головою Єврейської мафії є, швидше за все, Ісаак Рот. Його правою рукою у свою чергу є Морі Грін.
- Сім'я Макрірі - злочинне угруповання, що складається в основному з американців ірландського походження. Головним районом діяльності угруповання є район Стейнвей, що на північному заході боро Дюкс. Сім'ї Макрірі належать, можливо, такі паби як "Steinway Beer Garden" у Стейнвеї та "Lucky Winkles" у Чистилищі. Угруповання займається пограбуваннями, вимаганнями, викраденнями людей, вбивствами, торгівлею наркотиками та автоугонами. Деякі члени угруповання також використовуються як найманці, зокрема для Сім'ї Пегоріно. Ватажком угруповання до свого арешту є Джеральд "Джеррі" Макрірі, а в момент його ув'язнення - Патрік "Паккі" Макрірі. Сім'я Макрірі дискредитована тим, що один із братів Макрірі, Френсіс Макрірі, працює комісаром поліції, що дуже шкодить репутації обох сторін. Ніко Беллік значну частину гри працює на різних членів Сім'ї Макрірі. Після місії Three Leaf Clover ірландці допомагатимуть йому, якщо він потрапить у перестрілку з поліцією або іншими ворогами в Стейнвеї. Головний колір банди – зелений.
- Пропащі - банда байкерів, що є угрупуванням-протагоністом The Lost and Damned. Відомо, що раніше президентом клубу був Біллі Грей, проте пізніше його відправили на примусове лікування від наркозалежності. На час його відсутності лідером банди був Джонні Клебіц, а після закінчення реабілітації Грей знову повернувся на посаду президента клубу. Між Клебіцем і Греєм часто виникають непорозуміння та конфлікти, які в результаті позначаються на угрупованні.
- Ангели смерті - банда байкерів, що є головним ворогом «Пропащих». З сайту «Ангелів смерті» можна дізнатися, що банда була заснована в 1949 році в штаті Сан-Андреас і, швидше за все, в Сан-Фієрро з огляду на репліки Джонні Клебіца у війнах банд. З цих реплік можна дізнатися, що «Ангели смерті» є прихильниками расової сегрегації. Це підтверджується тим, що серед членів клубу немає чорношкірих учасників. LCPD вважає, що лідером цієї байкерської банди є Лестер Арнольд.
- Райдери Аптауна - афроамериканська банда байкерів, що фігурує тільки в додатку The Lost and Damned. Членів банди поза місіями можна зустріти в Нортвуді (тільки біля точки, де проходять змагання з армрестлінгу, і це незважаючи на те, що саме в Нортвуді за сюжетом знаходиться їхній клуб), у Північній Голландії та Хоув-Біч. Члени банди, на відміну від «Пропащих» та «Ангелів смерті», одягаються в одяг із ухилом у хіп-хоп стиль та пересуваються на сучасних швидкісних японських та італійських мотоциклах. Джонні Клебіц, лідер «Пропащих» полягає у добрих стосунках із членами «Райдерів Аптауна» Мальком та Дешоном. Угруповання грає невелику роль у The Lost and Damned, у зв'язку з чим є вкрай слабо розкритою і суперечливою бандою в трилогії Grand Theft Auto IV, враховуючи, що в GTA IV і The Ballad of Gay Tony вона взагалі не з'являється.
- 'Gunthugs MC - незначний і досить суперечливий байкерський клуб, членів якого можна зустріти тільки в Grand Theft Auto IV і The Ballad of Gay Tony в Ектері.
- Ярді - Ямайська вулична банда. На чолі банди стоять Реальний Погань і Малюк Джейкоб. Головний бізнес банди – збут наркотиків. Малюк Джейкоб також торгує зброєю. Членів банди можна зустріти в таких районах, як Шоттлер, Бічвуд-Сіті та Вілліс. У власності угрупування знаходиться ямайське кафе "Homebrew Café". Так як протягом кількох місій Ніко Беллік працює на Маля Джейкоба та Реального Поганого, то Ярді поступово стають союзниками Ніко і після місії «Shadow» допомагатимуть йому, якщо він перебуватиме на їх території і в нього зав'яжеться перестрілка з членом іншої банди або з поліцією. Головний колір банди, як і в Сім'ї Макрірі, зелений.
- Іспанські лорди - найбільше угруповання в трилогії Grand Theft Auto IV, що складається переважно з пуерторіканців. Лідер угруповання невідомий. Головне джерело заробітку – збут наркотиків. Вважають за краще одягатися в одяг з домінуючим жовтим кольором і з символікою прапора Пуерто-Ріко. Це єдина банда Grand Theft Auto IV та її доповненнях, члени якої зустрічаються на кожному острові. Однак, варто зазначити, що члени угруповання зустрічаються все ж таки не в кожному боро — у Брокері немає жодного району, який би ця банда тримала під контролем. Іспанських лордів поза місіями можна зустріти в Кервезі-Хайтс, Південному Бохані, Фортсайді, Східній Голландії та Олдерні-Сіті.
- Домініканські наркоторговці з Нортвуда - в Grand Theft Auto IV і The Lost and Damned це поодинокі наркоторговці, які з'являються в багатьох районах Ліберті-Сіті та штату Олдерні. У місії A Long Way to Fall Ніко Беллік розбирається з великою кількістю домініканців і Тедді Бенавідесом, домініканським наркоторговцем, який був убитий Ніко за несплату грошей Рею Боччіно. У The Ballad of Gay Tony домініканські наркоторговці з Нортвуда представлені не лише одиночними наркоторговцями, а й цілком боєздатним угрупованням, чия зона впливу поширюється не лише на Нортвуд, а й на багато районів кожного боро Ліберті-Сіті та штату Олдерні. Зовні "нові" домініканці дуже схожі на Іспанських лордів: в одязі переважають жовтий, чорний і червоний кольори. Луїс Лопес, протагоніст The Ballad of Gay Tony, та його друзі Армандо Торрес та Енріке Бардас у минулому були членами цього угруповання, але в сюжеті цього доповнення вже діють поза бандою. Лідером домініканських наркоторговців із Нортвуда є Віллі Валеріо. Головний бізнес-угруповання, як не важко здогадатися, це збут наркотиків.
- Хаслери - загальна назва для кількох слабо пов'язаних між собою угруповань, що складаються з афроамериканців. Незважаючи на це, кожне з угруповань має такі самі моделі зовнішності та озброєння, як і інші. Одягаються в одяг із сильним впливом хіп-хоп стилю. Займаються наркоторгівлею, продажем крадених автомобілів та автозапчастин.
  - Хаслери з Північної Голландії - найбільша банда Хаслерів, що базується в Північній Голландії і спеціалізується на торгівлі крек-кокаїном. За сюжетом GTA IV Ніко Беллік знайомиться з двома важливими наркоторговцями Хаслер з Північної Голландії - Плейбоєм Ікс і Дуейном Форджем. Хаслерів з Північної Голландії можна зустріти тільки в Північній Голландії і тільки Grand Theft Auto IV і The Lost and Damned. У The Ballad of Gay Tony з незрозумілих причин Північну Голландію контролюють не Хаслери, а «Ангели смерті».
  - Банда наркоторговців зі Східної Голландії — невелика банда Хаслерів зі Східної Голландії, яка торгує наркотиками і зустрічається лише в місіях Holland Nights, Lure, а також за певних обставин в одній місії Випадкових персонажів у GTA IV. У місії Holland Nights Ніко Беллік за завданням Френсіса Макрірі повинен убити Кларенса Літтла, лідера цього угруповання. Угруповання було додано лише для місій GTA IV, тому поза завданнями Хаслерів у Східній Голландії зустріти не можна. Сама Східна Голландія перебуває під сильним контролем Іспанських лордів.
  - Хаслери з Файрфлай-Проджектс - банда Хаслер, що базується в південному Брокері, в районі Файрфлай-Проджектс. Членом угруповання, швидше за все, є Джермейн Ендрюс, який є другом Романа, якому допомагає Ніко Беллік у місії «Easy Fare».
  - Хаслери з Ектера — осередок Хаслерів із району Ектер, що у штаті Олдерні. Не відіграє жодної ролі у сюжеті трилогії GTA IV. Банду можна побачити тільки в Ектері і тільки Grand Theft Auto IV і The Ballad of Gay Tony. У The Lost and Damned цей район повністю контролюється «Зниклими».

## Транспорт

### Всесвіт 3D
У місті загалом налічується кілька десятків вулиць, проте назва має лише кілька. Незважаючи на відносно маленький трафік, у Ліберті-Сіті є велика кількість мостів та тунелів. Транспорту було більше до 2000 року, коли існував ще й пором, недолік якого був у тому, що він дуже повільний. Загалом у місті є чотири мости, два швидкісні мости, підземний тунель, що йде містом, ще один міст будується у Шорсайд-Вейлі, а також аеропорт та громадський транспорт, який використовується гравцем та пішоходами. Найчастіше використовується таксі. 1998 року таксі на вулицях набагато більше, ніж 2001 року. На вулицях Стонтон-Айленда і Портленда вони зустрічаються набагато частіше, ніж у Шорсайд-Вейлі. У 1998 році таксі має найкращий зовнішній вигляд, як і система метро Ліберті-Сіті, яка є найбільш широко використовуваним транспортом для поїздок містом. Надземка Портленда використовується лише у Портленді.
Ліберті-Сіті має чотири основні мости по всьому місту, два з яких з'єднують три острови:
- Міст Каллахан з'єднує Портленд і Стонтон-Айленд.
- Міст Шорсайд-Ліфт з'єднує Стонтон-Айленд і Шорсайд-Вейл.

Міст Каллахан, відомий як West Port Bridge, складається з чотирьох підвісних мостів, будівництво якого було завершено у 1998-1999 роках. Міст з'єднує Чайнатаун у Портленді та Ньюпорт у Стонтон-Айленді. У жовтні 2001 року міст був частково зруйнований під час викрадення колумбійцями Старого Азійця: щоб уникнути переслідування, колумбійці підірвали міст, знищивши поліцейський конвой, який перевозив Азійця, Клода та Ейт-Болла.

#### Метро
Метро в Grand Theft Auto III є одним з видів транспорту в місті. Система метро у місті складається з двох ліній. Одна з них проходить лише Портлендом; інша ж проходить по всіх трьох боро. У цих ліній немає жодного зв'язку, тобто немає ніякого рейкового або станційного з'єднання між ними.
Кожна з цих двох систем складається з двосторонньої лінії, якою проходять поїзди. Однак поїзди їздять тільки по одній стороні лінії: зустріч поїздів, що протилежно рухаються, побачити не можна. Самі поїзди нагадують R68.
Ті ж станції з'являються і в Grand Theft Auto: Liberty City Stories. Через обмеження в движку обидві лінії метро відсутні в Grand Theft Auto: Advance.

##### Надземка Портленда
Надземка Портленда (англ. Portland El, Portland Elevated Railroad) — надземна лінія метро, що проходить по всьому Портленду, Ліберті-Сіті. Будівництво лінії надземки Портленда було закінчено 1930 року. Вона продовжує свою роботу аж до 2001 року. Частина лінії надземки Портленда на Станції Сент-Марк була показана в місії Saint Mark's Bistro в Grand Theft Auto: San Andreas, але там гравець з нею взаємодіяти не може.
Лінія надземки Портленда має три станції: у Сент-Марку, Хепберн-Хайтсі та Чайнатауні. У Grand Theft Auto III станції залишилися безіменними; в Grand Theft Auto: Liberty City Stories їм дали назви на честь деяких розробників Rockstar North, які працювали над Grand Theft Auto III. У кожному з трьох районів, в яких є по станції, в Grand Theft Auto III належать трьом бандам, які за сюжетом стають ворожими по відношенню до Клода.
- Станція Бейлі у Сент-Марку; названо на честь розробника Кейрана Бейлі.
- Станція Куровські у Чайнатауні; названа на честь сценариста та моделіста Пола Куровські.
- Станція Ротуелл в Хепберн-Хайтсі; названо на честь Кріса Ротуелла.

##### Метро Ліберті-Сіті
Метро Ліберті-Сіті - повністю підземна лінія метро, що проходить по всіх трьох боро Ліберті-Сіті. Вона дає гравцеві швидко пересуватися.
Станції лінії метро зовні майже не відрізняються. Як і у випадку з надземною залізничною лінією Портленда, до їх появи в Grand Theft Auto: Liberty City Stories в Grand Theft Auto III їх назви не відомі. Усього на лінії чотири станції: одна в Портленді, дві в Стонтон-Айленді та одна в Шорсайд-Вейлі.
- Станція Портленд у Кварталі червоних ліхтарів, Портленд.
- Станція Рокфорд у Навчальному містечку, Стонтон-Айленд.
- Станція Шорсайд-Термінал у міжнародному аеропорту ім. Френсіса, Шорсайд Вейл.
- Станція Стонтон-Саут в південному Бедфорд-Поінті, Стонтон-Айленд.

У Grand Theft Auto: Liberty City Stories під час місії Bringing the House Down показано невикористану частину метрополітену, що проходить під Рокфордом і Форт-Стонтоном. У місії показано дві лінії, які на момент дії гри не використовувалися.

#### Мотоцикли
Мотоцикли були заборонені в період з 1999 по 2001 рік з ініціативи Maibatsu, щоб зайняти нішу, що звільнилася транспортом, виробленим корпорацією.

#### Пором
Пором використовується для перевезення наземного транспорту та людей. Вся поромна система складається з двох поромних переправ: одна розташована в Харвуді, а інша в Рокфорді, між якими курсують два однакові великі пороми.
Для того, щоб скористатися поромом, гравець повинен дочекатися, коли пором причалить до переправи, після чого з'явиться жовтий маркер у передній частині порома. Гравець повинен бути на транспорті або без транспорту, а далі натиснути кнопку, щоб підтвердити вхід на пором. Вартість кожної поїздки на поромі складає 25$. Через низьку швидкість порома, поїздка займає близько двох хвилин шляху, проте гравець може пропустити поїздку, щоб швидше прибути до пункту призначення для економії часу. Як і вагон метро, пором не можна вкрасти чи керувати ним.
Поромні переправи тимчасово замінюють дві транспортні мережі, міст Каллахан та тунель Портер, які обидва перебувають на реконструкції на момент подій гри. Проти зносу поромних терміналів виступає профспілка, яка перекрила шлях до терміналу і «відрізала» Портленд від решти міста. Лише після запевнень мерії, що деякі працівники повернуться до роботи, поромні переправи повернулися до колишньої роботи.
У результаті поромна переправа була прибрана до 2001 року, на момент подій гри Grand Theft Auto III. Поромна переправа в Портленді була перероблена на в'їзд у тунель Портера, а на місці переправи в Стонтон-Айленді були побудовані склади.

#### Міжнародний аеропорт імені Френсіса
Міжнародний аеропорт імені Френсіса (англ. Francis International Airport) - аеропорт в південній частині Шорсайд-Вейл в Ліберті-Сіті покоління Grand Theft Auto III. Цей аеропорт часто фігурував у місіях в Grand Theft Auto III і Grand Theft Auto: Liberty City Stories, а також з'являвся у вступному ролику Grand Theft Auto: San Andreas. Аеропорт Френсіс не має конкретного реального прототипу, хоча частково дизайн терміналу нагадує будівлю Theme у Міжнародному аеропорту Лос-Анджелеса.
Пожежна частина, де завжди можна знайти пожежну машину, знаходиться за терміналом на виїзді на злітне поле. Навпаки - стоянка з різними автомобілями. Dodo можна знайти поруч із вертолітним майданчиком у південно-західній частині аеропорту, а також в одному з ангарів.
На злітно-посадкових смугах безліч авіалайнерів, однак, вони лише статичні об'єкти. У Grand Theft Auto III також є вертольоти: служби новин, служби порятунку і цивільні. У Liberty City Stories авіалайнери можна бачити злітаючими, сідаючими та вирулюючими по злітно-посадковій смузі, і зіткнення з такими літаками, що маневрують, може знищити транспортний засіб гравця. У Grand Theft Auto III такі літаки, маючи порожню колізію, є безтілесними.
Інтер'єр аеропорту показаний у початковому ролику Grand Theft Auto: San Andreas. І хоча це і не видно в заставці, зовнішня частина терміналу з Grand Theft Auto III теж присутня, в чому можна переконатися використовуючи сторонні програми.
Аеропорт є також і в Grand Theft Auto: Advance, але більша його частина, включаючи льотне поле, недоступна для гравця. Однак гравець все ще може побачити літаки навколо аеропорту, більшість з яких нагадують Boing 747. Також зустрічаються і маленькі червоні літаки, що нагадують Dodo.

#### Залізниця
Про залізницю в Ліберті-Сіті практично нічого не відомо. Однак у Харвуді збереглася частина іржавих шляхів та платформа. Швидше за все, це була виключно вантажна залізниця, якою товари з порту доставлялися до Харвуду тунелем.

### Всесвіт HD
У Ліберті-Сіті дуже багато вулиць та дуже жвавий рух. У місті п'ять мостів та найкраща у світі служба таксі, вартість проїзду в таксі залежить від відстані, на яку потрібно проїхати.

#### Метро
У місті є метро, також відоме як LTA Rail. Будучи прототипом Нью-Йоркського метрополітену, являє собою велику систему позавуличного міського транспорту, що обслуговує більшу частину Ліберті-Сіті.
Метро Ліберті-Сіті використовує маршрутну систему, але на відміну від свого реального прототипу - тут кожна лінія має 2 маршрути, позначення якого залежить від боро, в якому він пролягає:
- Зовнішня лінія Алгонквіна
  - Поїзди Маршруту A ходять за годинниковою стрілкою.
  - Поїзди Маршруту J ходять проти годинникової стрілки.
  - На станції Істон, Маршрут J стають Маршрутом 3 Брокерської лінії.
  - На станції Манганіс-Іст, Маршрут А стає Маршрутом 8 Брокерської лінії.
- Лінія Брокер
  - Поїзди Маршруту 8 ходять за годинниковою стрілкою в Брокер і проти годинникової стрілки в Дюкс.
  - Поїзди Маршруту 3 пестять проти годинникової стрілки в Брокері та за годинниковою стрілкою в Дюкс.
  - На станції Істон, Маршрут 8 стають Маршрутом А для зовнішньої лінії Алгонквіна.
  - На станції Манганіс-Іст, Маршрут 3 стають Маршрутом J для зовнішньої лінії Алгонквіна.
- Внутрішня лінія Алгонквіна
  - Поїзди Маршруту K ходять за годинниковою стрілкою.
  - Поїзди Маршруту C ходять проти годинникової стрілки.
  - На станції Франкфорт-Лоу, Маршрут K стають Маршрутом E лінії Бохан.
  - На станції Франкфорт-Хай, Маршрут C стають Маршрутом B лінії Бохан.
- Лінія Бохан
  - Поїзди Маршруту E ходять за годинниковою стрілкою.
  - Поїзди Маршруту B ходять проти годинникової стрілки.
  - На станції Франкфорт-Лоу, Маршрут E стають Маршрутом K внутрішньої лінії Алгонквіна.
  - На станції Франкфорт-Хай, Маршрут B стають Маршрутом C внутрішньої лінії Алгонквіна.

Нараховуючи 26 станцій та 8 маршрутів, це найбільша та найскладніша система громадського транспорту у всесвіті Grand Theft Auto. Система управляється компанією Liberty City Transport Authority (LTA). Метро також з'являється в Grand Theft Auto: Chinatown Wars, де воно недоступне для гравця, але поїзди все ще відправляються зі станцій і їздять маршрутами. Близько 65% колій перебувають під землею, решта 35% перебувають над землею. Зупинки на обох маршрутах розташовані один навпроти одного, також немає станцій і ліній, які розташовуються на рівні доріг, якщо звичайно, не брати до уваги депо. Система метро не торкається Олдерні, оскільки там немає станцій та ліній метро.
Усі станції в Брокері, Дюксі та Бохані розташовані над землею, станції в Алгонквіні, крім станції Франкфорт-Хай, знаходяться під землею, їх входи помітні по зелених залізних огорожах та підвісних лампах. Всі станції в системі метро працюють, за винятком однієї, станції Бульвар Дюкс, що розташовується на тупиковій гілці на лінії Брокер в Іст Айленді; лінія Брокер також приєднана до Депо Файрфлай-Проджектс. Вартість проїзду в метро віднімається після поїздки, оскільки квиткові машини та турнікети на станціях гравець не може використати.
Лінії метро в Брокері, Дюксі та Бохані доступні і можуть використовуватися з самого початку гри, проте доти, доки Алгонквін заблокований, можливе лише часткове використання послуг метро, незважаючи на те, що поїзди все ще їздять до Алгонквіна. Повний доступ до послуг метро надається після місії Blow Your Cover, коли Алгонквін розблоковано. До цього, якщо в поїзді є гравець, при приїзді на прикордонну з Алгонквін станцію метро поїзд зупиняється, поки гравець не залишить поїзд. Якщо ж гравцеві вдалося заскочити в поїзд перед його відправленням, то склад негайно зупиниться. При цьому Вам буде запропоновано залишити поїзд, проте Ніко Беллік робить це через зачинені двері, що є недоробкою гри.
Поїзди в метро перебувають у двох-трьох вагонах у зчіпці та мають чорно-білі внутрішні камери відеоспостереження, через які гравець може дивитися на головного героя під час їхньої поїздки. Кількість вагонів у складі виставляється випадково. На перегонах між станціями поїзда метро переміщується зі швидкістю 70 км/год.
Як і справжні прототипи станцій, станції оснащені турнікетами, але вони не приймають готівку чи монети. Система використовує паперові квитки, що продаються у квиткових автоматах. Станції також мають вхідні металеві ворота і лише одна станція доступна для інвалідних візків. Кіоски для продажу жетонів відсутні, вони замінені квитковими машинами.
У той час, як реальний метрополітен для передачі електрики на потяги використовує контактну рейку, у грі вона присутня лише на лінії біля станції міжнародного аеропорту Френсіс та Депо Файрфлай-Проджектс. Це може означати, що поїзди оснащені акумуляторами, або, що ймовірно, це просто упущення або спрощення з боку розробників. Знак попередження на станції міжнародного аеропорту Френсіс містить попередження, проте якщо гравець стане на контактну рейку, то не буде вражений електрикою.
Тунелі метро, як і в реальному Нью-Йорку, темні та брудні, що говорить про їхнє погане обслуговування. Крім того, комунікації в тунелях знаходяться в поганому стані, що помітно по парі, що виходить з труб, і іскор з проводів. Всі тунелі метро погано, але висвітлюються лампами холодного світла, закріпленими на стінах тунелів, що дозволяє гравцеві відносно безпечно пересуватися пішки або на власному транспорті. У тунелі під районом Ланцет, де сходяться всі лінії метро, знайшли свій притулок бездомні міста, про що говорять їхні вогнища в бочках і наявність самих бездомних.
Метро – це добрий спосіб втекти від поліції при рівні розшуку. Тим не менш, використання метро неможливе, коли гравець має тризірковий рівень розшуку або більше, потяги або зупинятимуться на станціях на невизначений час, або проїжджатимуть будь-яку станцію, на якій знаходиться гравець. Досягши чотирьох зірок розшуку поїзда перестають курсувати.
Як альтернатива, тунелі метро можуть ефективно використовуватися гравцем, щоб втекти від поліції, оскільки поліцейські не шукатимуть гравця в тунелях, якщо вони звичайно, не виявили гравця раніше і не переслідували його. Гравець також може отримати рівень розшуку в одну зірку, якщо він сяде в поїзд, не маючи грошей на проїзд.

## Соціальна сфера

### Всесвіт 3D

#### Охорона здоров'я
У Ліберті-Сіті діють три медичні установи, які займаються охороною здоров'я мешканців кожного із трьох боро. Поруч із ними завжди можна знайти карети швидкої допомоги та зустріти медичний персонал. Під час місій парамедика пацієнтів слід привозити до однієї з цих лікарень:
- Головний госпіталь Суїні - госпіталь у Портленді. Заснований у 1847 році, є найстарішим шпиталем у місті.
- Генеральний госпіталь Карсон - госпіталь у Стонтон-Айленді. Заснований у 1973 році, є найбільшою міською медустановою.
- Медичне училище Хоупа - медичний заклад в Шорсайд Вейл.

#### Правоохоронні органи
Поліцейський департамент Ліберті-Сіті (LCPD) - структура, що забезпечує порядок на вулицях міста.

#### Освіта
У Ліберті-Сіті є два відомі освітні заклади: школа в Бедфорд-Пойнт та Міський коледж у Студентському містечку. У бета-версії GTA III школа могла бути помічена в Чайнатауні, але пізніше її замінили на Старий шкільний зал. Школа в Бедфорд-Пойнт з'являється лише в GTA Advance. Її можна побачити у місії School's Out, коли Майк викрадає Юку, племінницю Асукі Касен, лідера Якудзи. Міський коледж базується у Студентському містечку Стонтон-Айленда. Коледжем керує Дін Смегли з Еріком Ерсхвіцем, найнятим до коледжу як професор сучасних кримінальних наук.

#### Політика
Мер Ліберті-Сіті 2001 року — Майлз О'Донован, який переміг на виборах Дональда Лава після смерті попереднього мера Роджера С. Хоула, який загинув від рук Тоні Сіпріані 1998 року.
Роджера С. Хоула було обрано в 1992 році і в цей час, як виявилося, вже було корумповано. Хоулом керував дон Франко Фореллі, що викликало численні суперечливі моменти упродовж його терміну повноважень мера. У 1993 три російські повії та менеджер будівельної компанії були спіймані, намагаючись отримати урядовий контракт від Хоула. У 1995 році він був сфотографований із членами Сім'ї Фореллі, тому він був звинувачений у забезпеченні наркотиків для міської влади замість контрактів санації. Хоула також звинуватили в насильстві над двома неповнолітніми дівчатками. Зрештою, його зв'язки з сім'єю Фореллі призвели його до смерті в 1998 році. Протягом його терміну повноважень мера він підняв оподаткування, зменшив витрати на соціальні потреби, збільшив витрати чиновникам та дав хід іншим непопулярним заходам.
Після смерті Хоула від рук Тоні Сіпріані на місце мера було висунуто 2 кандидатури: Дональд Лав та Майлз О’Донован. Отримана Лавом допомога від Сальваторе Леоне та Тоні Сіпріані, який провів кампанію за нього, зупинила Сім'ю Фореллі, яка фальшує результати виборів, і навіть спробувала фальсифікувати результати виборів на користь Дональда. Однак зв'язок Дональда та родини Леоне було розкрито і більшість голосів отримав Майлз О'Донован, який потім і став мером міста.

#### Медіа
На 2001 рік провідним холдингом Ліберті-Сіті є Love Media. Холдинг володіє 900 радіостанціями, 300 телеканалами, 4 мережами, 3 супутниками та 10 сенаторами. Крім різних ЗМІ, компанія Дональда Лава, можливо, спонсорує виробництво фільмів, наприклад The Mainframe, випущеного в 1998 році.
У 1998 році в місті було десять незалежних радіостанцій, у тому числі й вільне радіо Ліберті-Сіті, що існувало на громадських засадах. У 2001 році корпорація Love Media скупила Head Radio, Double Clef FM, Flashback 95.6 та Вільне радіо Ліберті-Сіті, замінивши останнє на Chatterbox FM. Під вплив Love Media не потрапили такі станції: Lips 106, Rise FM, MSX FM та Game Radio. Крім того, 2001 року в Ліберті-Сіті існувало ще три радіостанції, хоча в грі їх і не можна почути. Це Liberty FM, WLLC 'The Zone' та Liberty Soul FM. Радіостанція Radio Del Mundo до 2001 року повністю зникла з ефіру.

### Всесвіт HD

#### Охорона здоров'я
У Ліберті-Сіті діють біля медичних закладів, які займаються охороною здоров'я мешканців кожного із чотирьох боро. У місті присутні такі лікарні як:
- Schottler Medical Center
- Cerveza Heights Medical Center
- Bohan Medical & Dental Center
- Holland Hospital Center
- Lancet-Hospital Center
- City Hall Hospital
- Old Hospital (занедбаний)

#### Правоохоронні органи
Департамент Поліції Ліберті-Сіті (LCPD) — структура, що забезпечує порядок на вулицях міста. Дані поліцейські під час затримання злочинця не намагаються вбити вас, як на західному узбережжі, а намагаються вас заарештувати і відвезти в поліцейська ділянка, можливо, це сатира на «жорстких копів» із заходу та «м'яких» зі сходу.

#### Освіта
Освіта в Ліберті-Сіті доступна, кожен може вивчитися хоча б на якогось роботяга і або зварювати труби на заводах, або батрачити в доках. Однак, якщо ти хочеш отримати високу кваліфікацію, то тобі все це стане на кругленьку суму.
Один із найвідоміших навчальних закладів — Університет Веспуччі, названий, зважаючи на все, на честь Амеріго Веспуччі, одного з першовідкривачів Америки. Швидше за все, там навчаються майбутні бізнесмени. Також є безліч інших шкіл по всьому Ліберті, але знову ж таки, без грошей пробитися кудись — це досить складне завдання.

## Політика
У місті діє Сіті-холл та прилеглі до нього будівлі, такі як:
- Муніципальна будівля Алгонквіна
- Лікарня Сіті-холу
- Парк Сіті-холу
- Громадянська Цитадель
- 233 Liberty Lane

#### Символи міста
У місті розташовані такі визначні пам'ятки, як:
- Статуя Щастя
- Роттердам-тауер
- Зірковий проспект
- Grand Easton Terminal
- Комітет Цивілізацій
- GetaLife Building

#### Готелі
У місті розташовані такі готелі, як:
Готель ÜberBrücker
Готель Харрісон
Готель Гамільтон
Готель Majestic